# Лиса гора (Київ)
Ли́са гора́ — історична місцевість та пагорб у Києві, одна з шістьох київських «Лисих гір». Розташована на південний захід від Видубичів на правому березі річки Либідь, між Теличкою, Саперною слобідкою і Багриновою горою. До неї прямують вулиці Лисогірська і Бескидська. Об'єкт знаходиться в межах Голосіївського району міста Києва. На території Лисої гори  розташований регіональний ландшафтний парк, об’єкт культурної спадщини національного значення (пам’ятка містобудування) «Лисогірський форт Київської фортеці». Землекористувачем є Національний історико-архітектурний музей "Київська фортеця".
Лиса гора є найціннішою природною територією в місті Києві. Вона поєднує високу природну та історико-культурну цінність.
Сучасна Лиса гора — місце зборів неоязичників, толкіністів, представників молодіжних субкультур.

## Рельєф
Лиса гора, являє собою частину крайової зони Київського плато. На півночі вона обмежена долиною р. Либідь, зі сходу місцем колишнього головного річища Дніпра, з півдня - яром струмка Лукрець - (сучасні вул. Лисогірська та Лисогірський провулок), з заходу - яром західного - Лисогірського струмка. Із заходу на схід Лису гору розчленовують Північний та Південний Лисогірські яри. 

## Історія

### У давнину
В результаті археологічної розвідки на крайньому північно-східному мисі (Лисій верхівці) Лисої гори було знайдено археологічну пам’ятку часів трипільської культури - «Поселення трипільської культури в урочищі Лиса гора».  Результати розвідки показали, що виявлені матеріали є перевідкладеними під час будівництва форту рештками зруйнованих культурних шарів. Трипільські поселення відомі також і у підніжжя лесових круч, на дніпровській заплаві: в гирлі р. Сирець, як і вище за її течією (суч. вул. Сирецька), а також в околицях Лисої гори. Зокрема на південь від старого гирла Либіді на Корчуватому (ріг вул. Пирогівський шлях та проспекту Науки) знайдені залишки житла, уламки глиняних посудин з розписом, головка глиняної жіночої фігурки, мушлі.
За матеріалами карти-реконструкції Києва X-XIII ст. на території урочища показана гіпотетична (не підтверджена конкретними знахідками) давньоруська сторожова фортеця. На плані Києва складеному 1695 р. Лиса гора показана, як вкрита лісом не обжита височина, а поблизу в гирлі р. Либідь розташований водний млин Видубицького монастиря. Точно не встановлено коли  землі Лисої гори перейшли до київських монастирів.

### XIX століття
Станом на середину ХІХ ст. більшість земель Лисої гори з них належали Києво-Печерській Лаврі, Видубицькому монастирю, а також деяким приватним особам. Необхідність прикриття новозбудованого Дарницького залізничного мосту змусила розпочати додаткове укріплення Києва згідно плану Едуарда Тотлебена з будівництва Лисогірського форту на Лисій горі. Лиса гора була вигідно розташована і з топографічної точки зору мала значні переваги. Навколишня місцевість була розсічена мережею ярів, що ускладнювало б наступ на форт при облозі. Гирло Либіді та підошва гори з боку Дніпра на весні затоплювалися, що утворювало додаткову перешкоду. будівництво Лисогірського форту і відведення під його еспланаду 500 сажнів місцевості вимагало відчуження земель. Більшість з них належали Києво-Печерській Лаврі, Видубицькому монастирю, а також деяким приватним особам. 1872 р. Київським Губернським Правлінням була створена комісія, яку очолював Київський Повітовий голова дворянства, для оцінювання земельних ділянок, що відходили під форт і визначення компенсацій за них. При цьому 1875 р. лаврський хутір «Коноплянка» відійшов до Окружного Інженерного управління. Видубицький монастир продав Інженерному управлінню земельні ділянки, дубовий гай та лісову дачу на хуторі Корчуватому. Після залагодження питання відчуження землі 1872 р. розпочато будівництво форту. Після завершення робіт, форт являв собою складну систему бастіонів, равелінів, теналів, люнетів, ретраншементу тощо. Земляні вали, заввишки 10-12 метрів, наскрізь прорізали потерни — довгі, до 40 метрів, тунелі, викладені цеглою та закриті з обох сторін воротами (ворітні петлі збереглись до цього часу). В казармах міг розміститися гарнізон у кілька тисяч солдатів. Було передбачено автономне водопостачання форту — забезпечувалося паровою машиною, що качала воду зі свердловини у підземні цистерни. Поряд з фортом в долині Либіді розташувалися казарми інженерних частин. Як нагадування про це, залишилася назва вулиці Саперно-Слобідська.

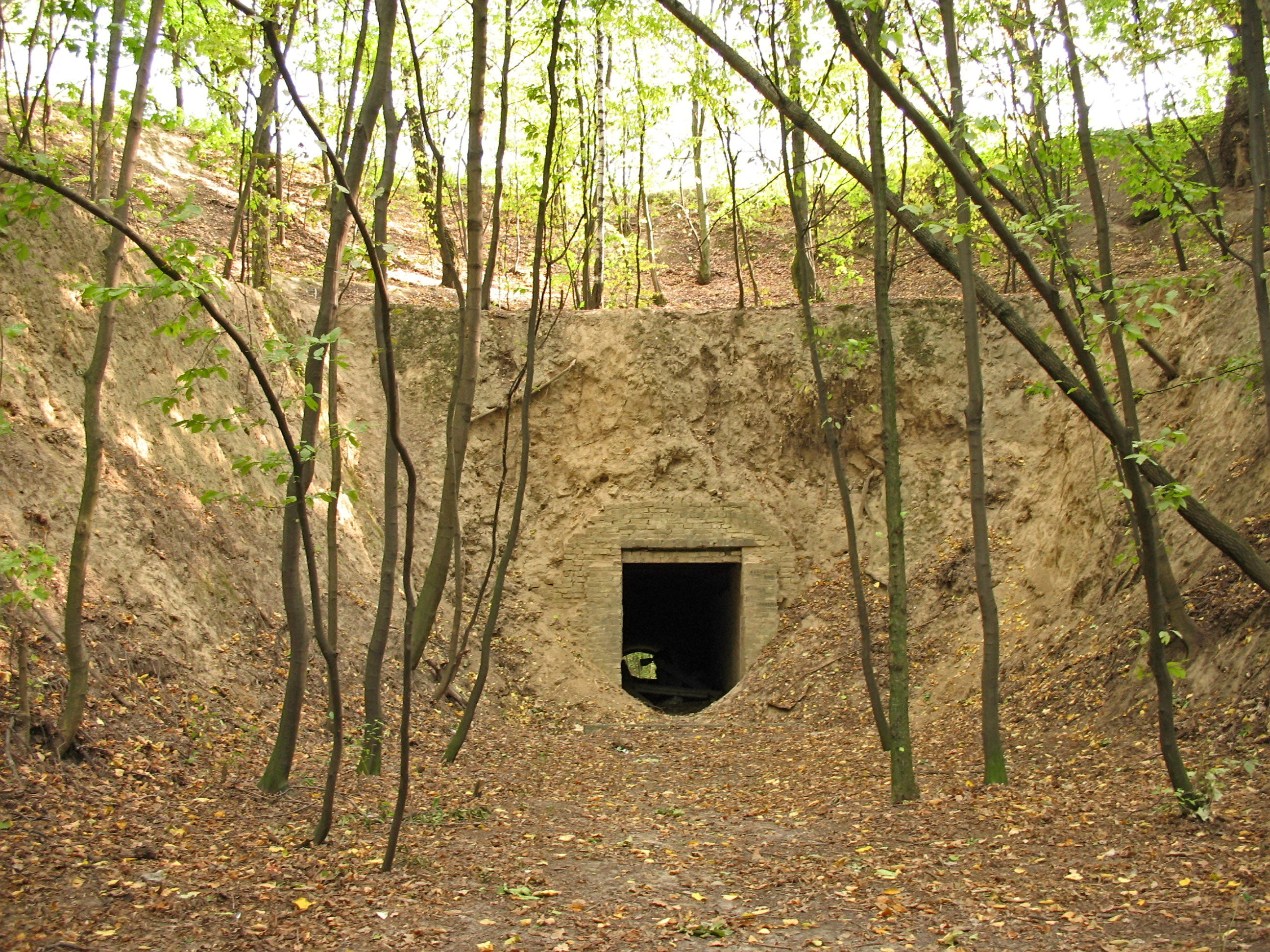
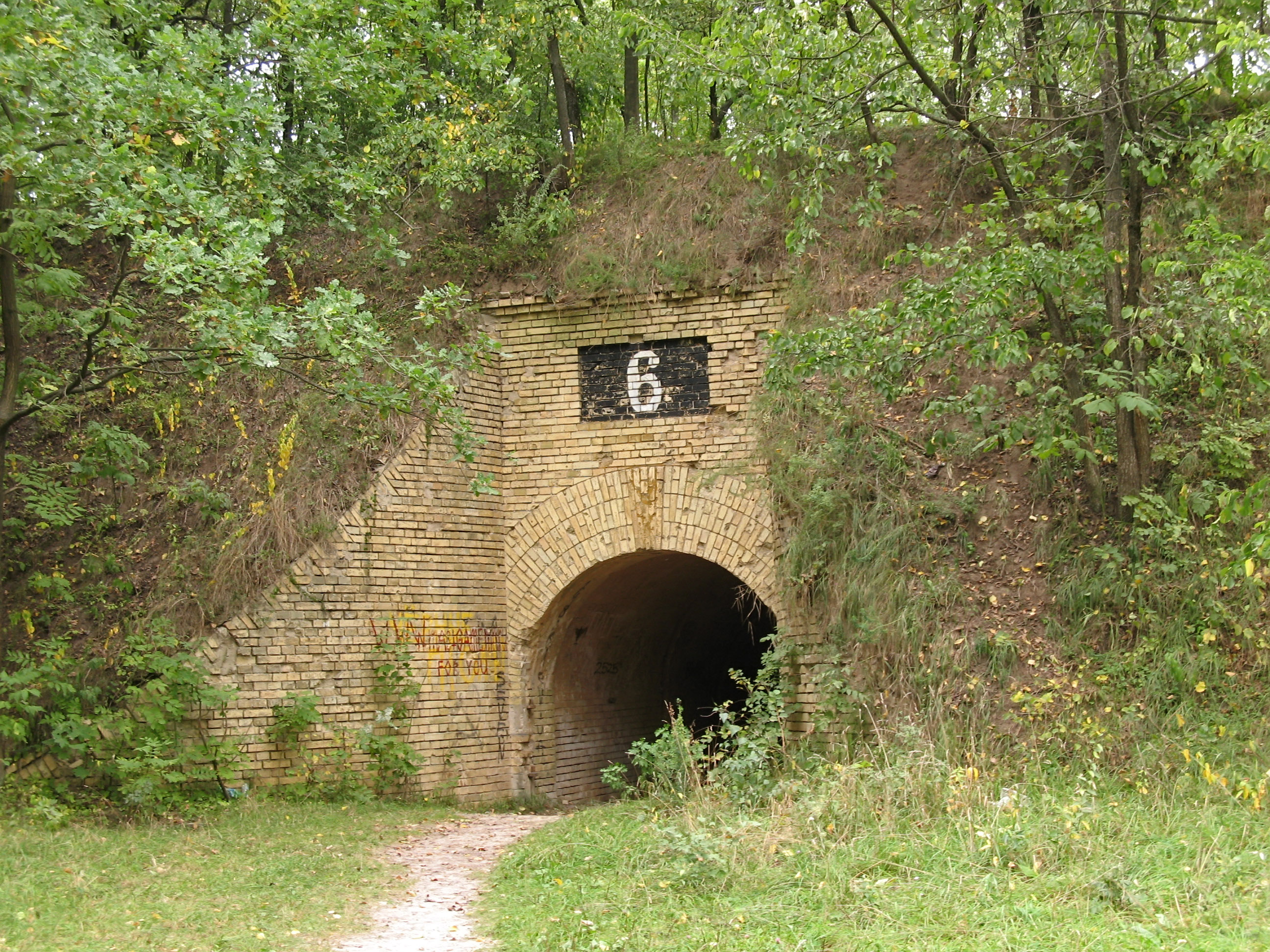
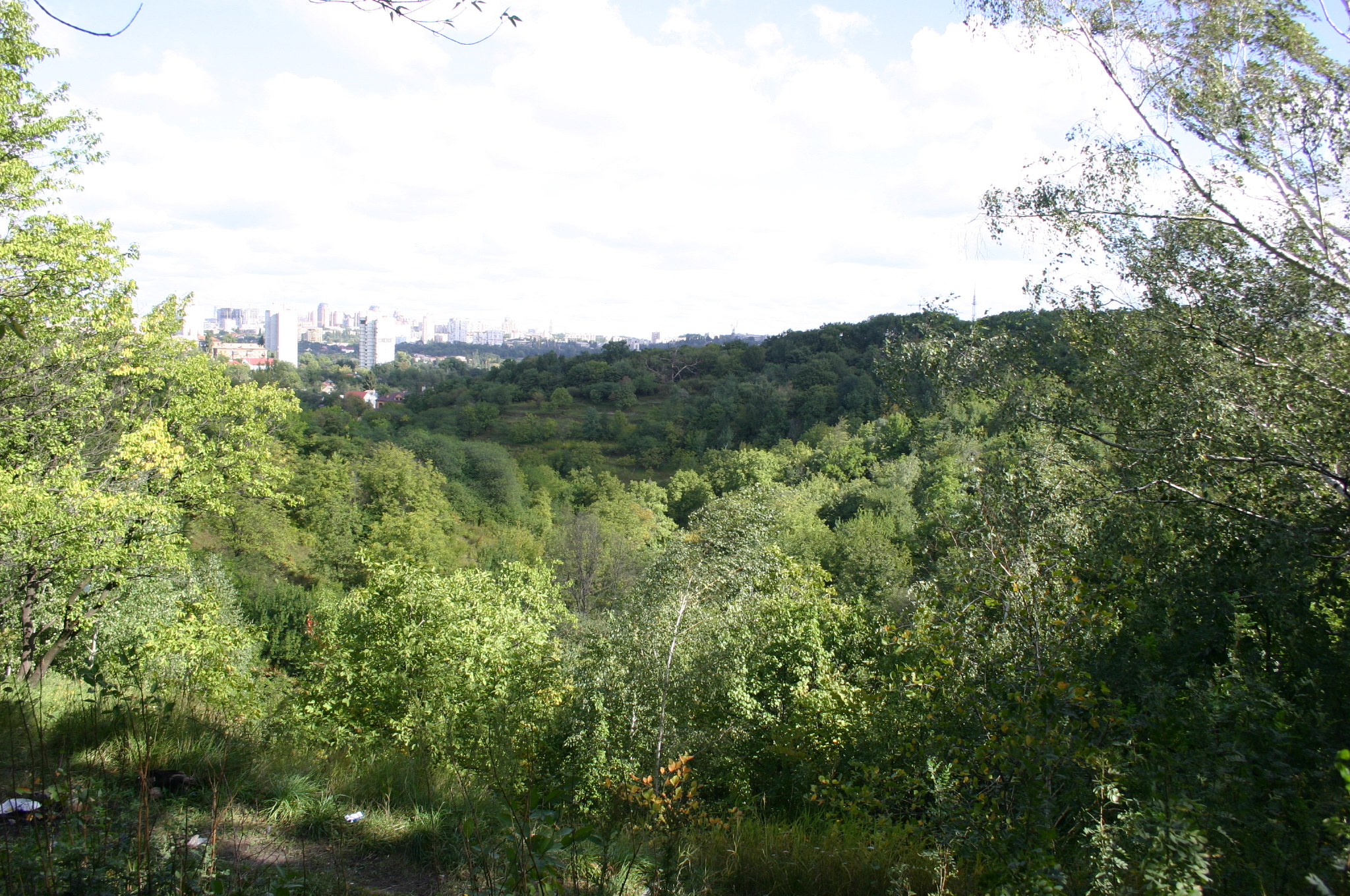

Згодом нова Печерська фортеця, до складу якої входив Лисогірський форт, отримує статус фортеці ІІІ класу.

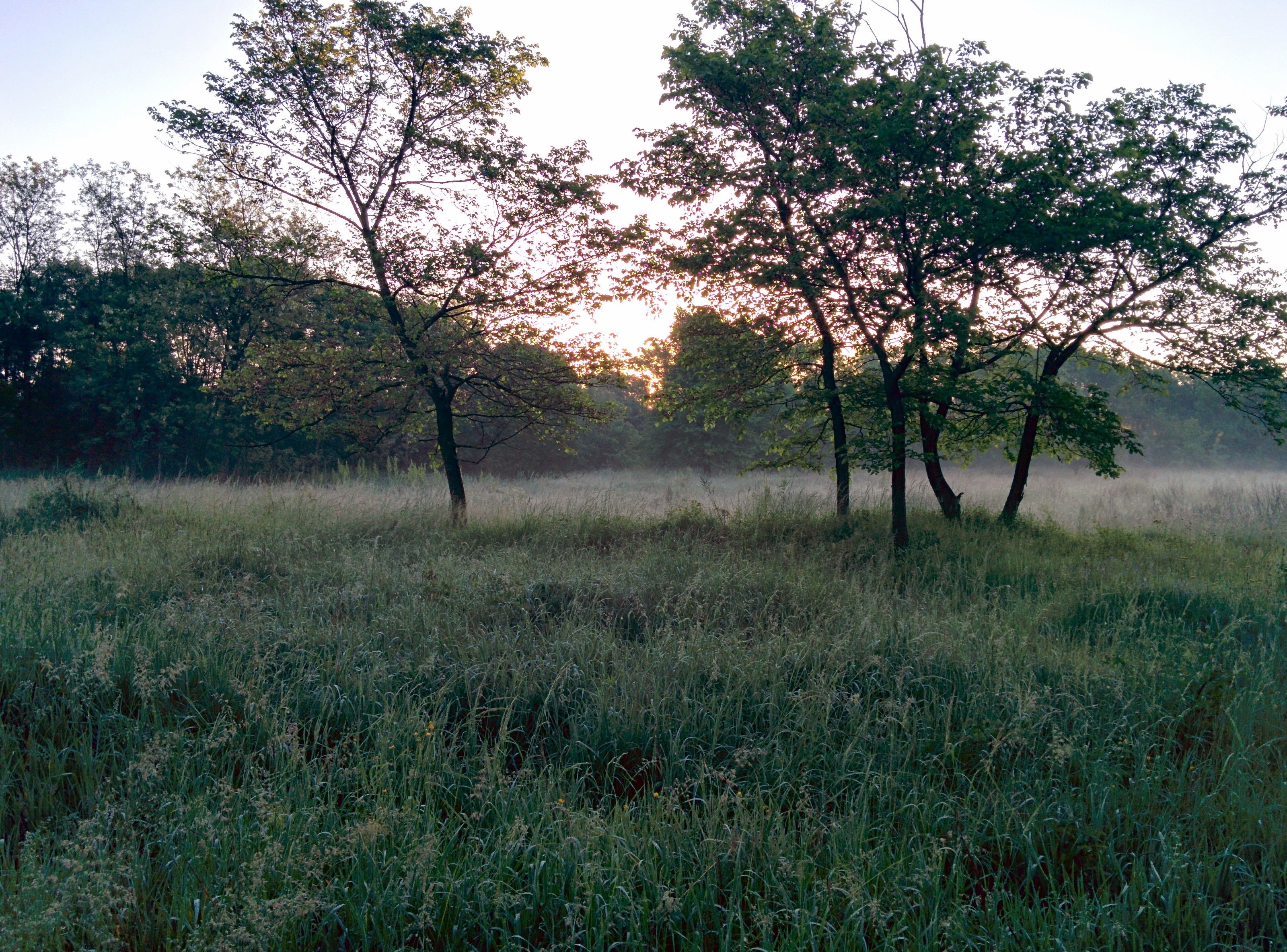
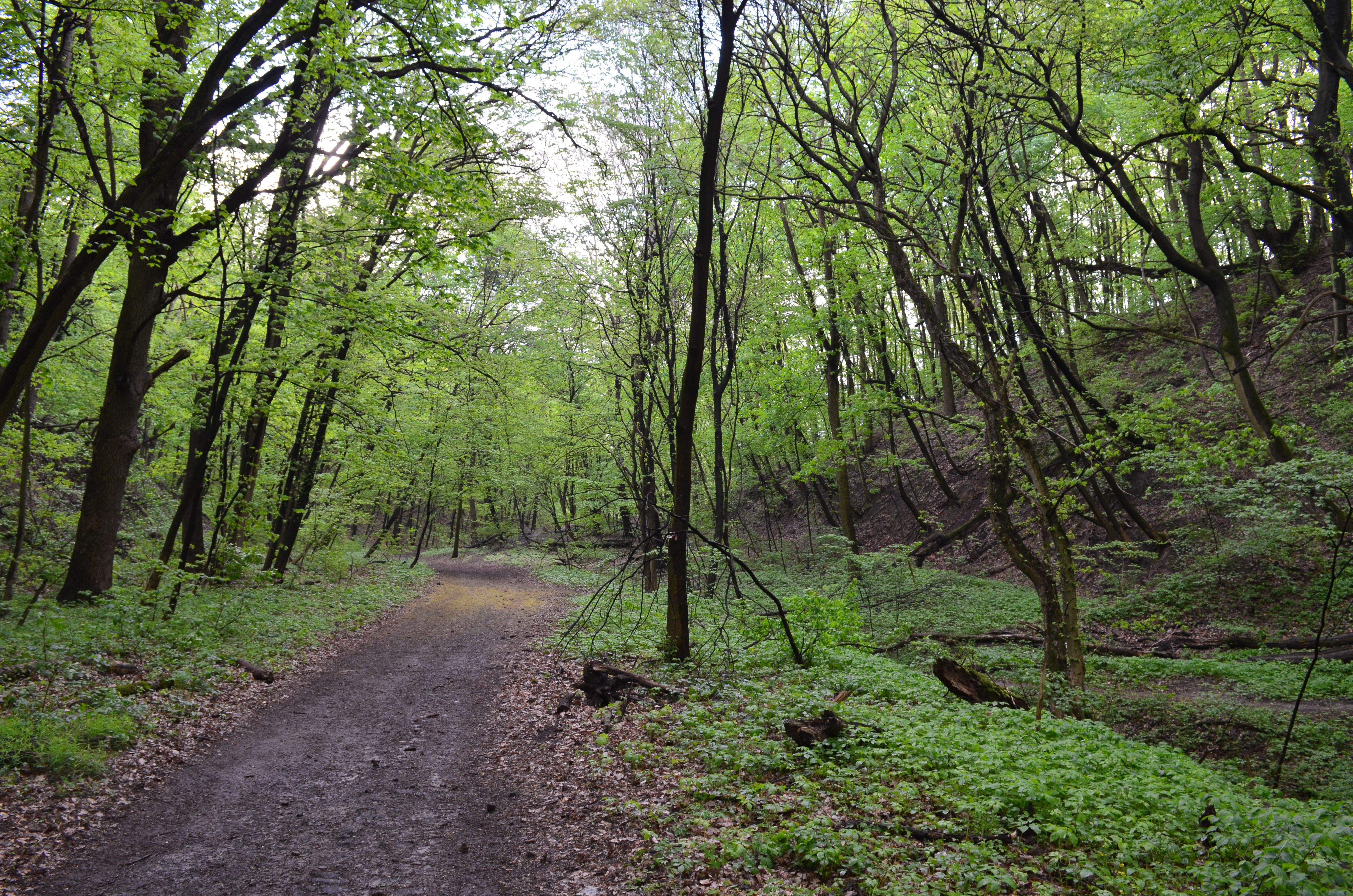
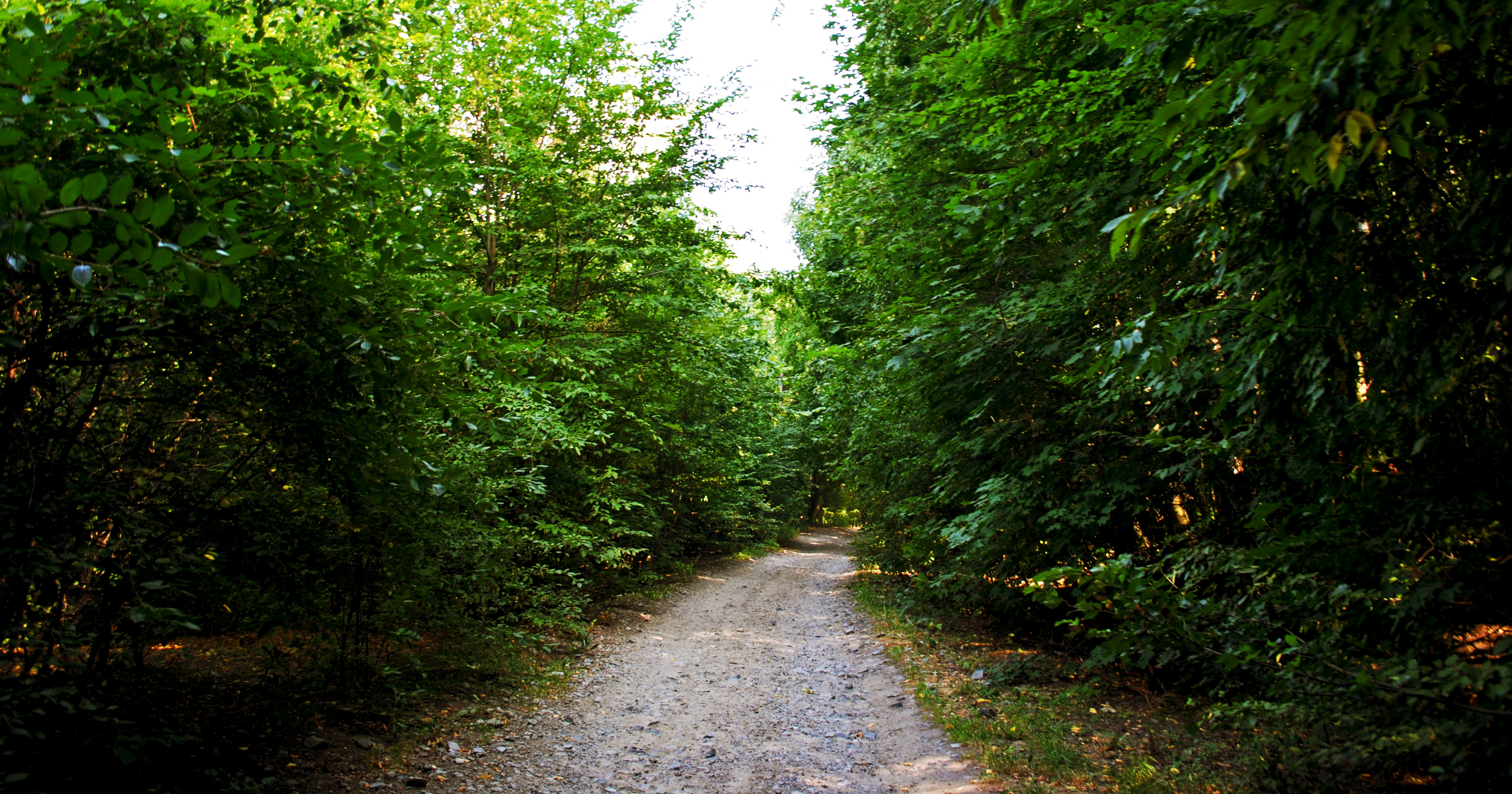
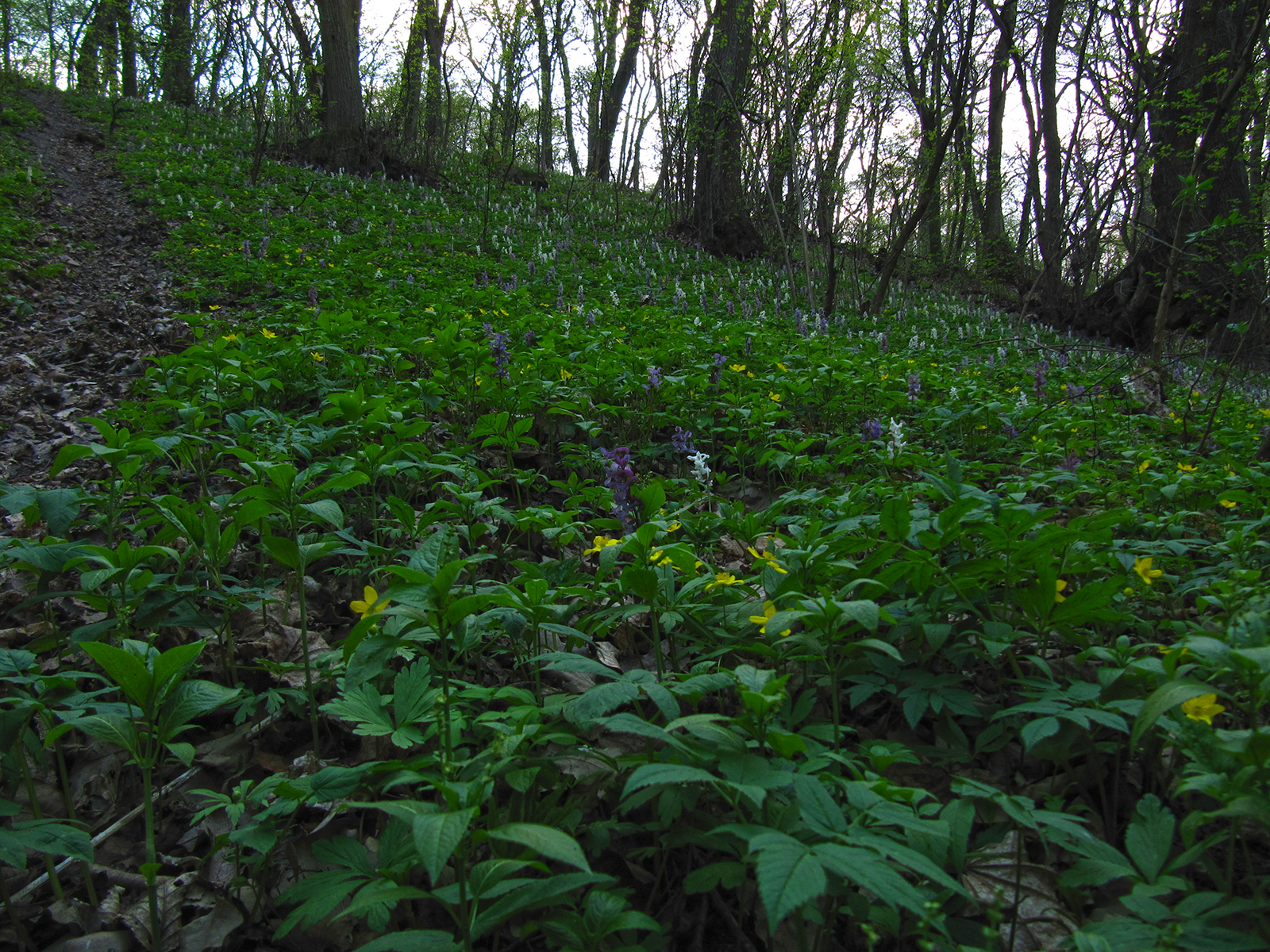
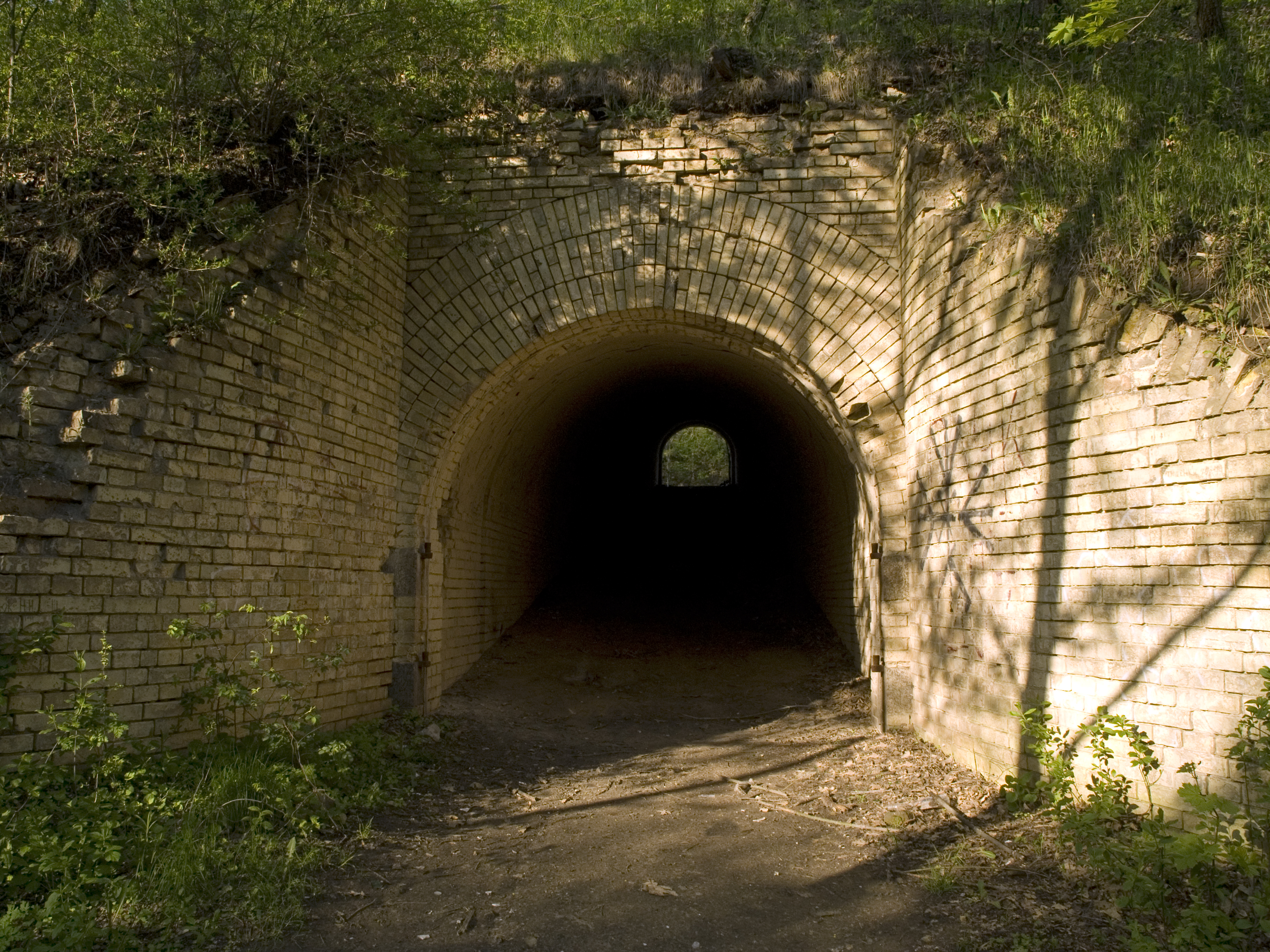

### На початку ХХ ст.

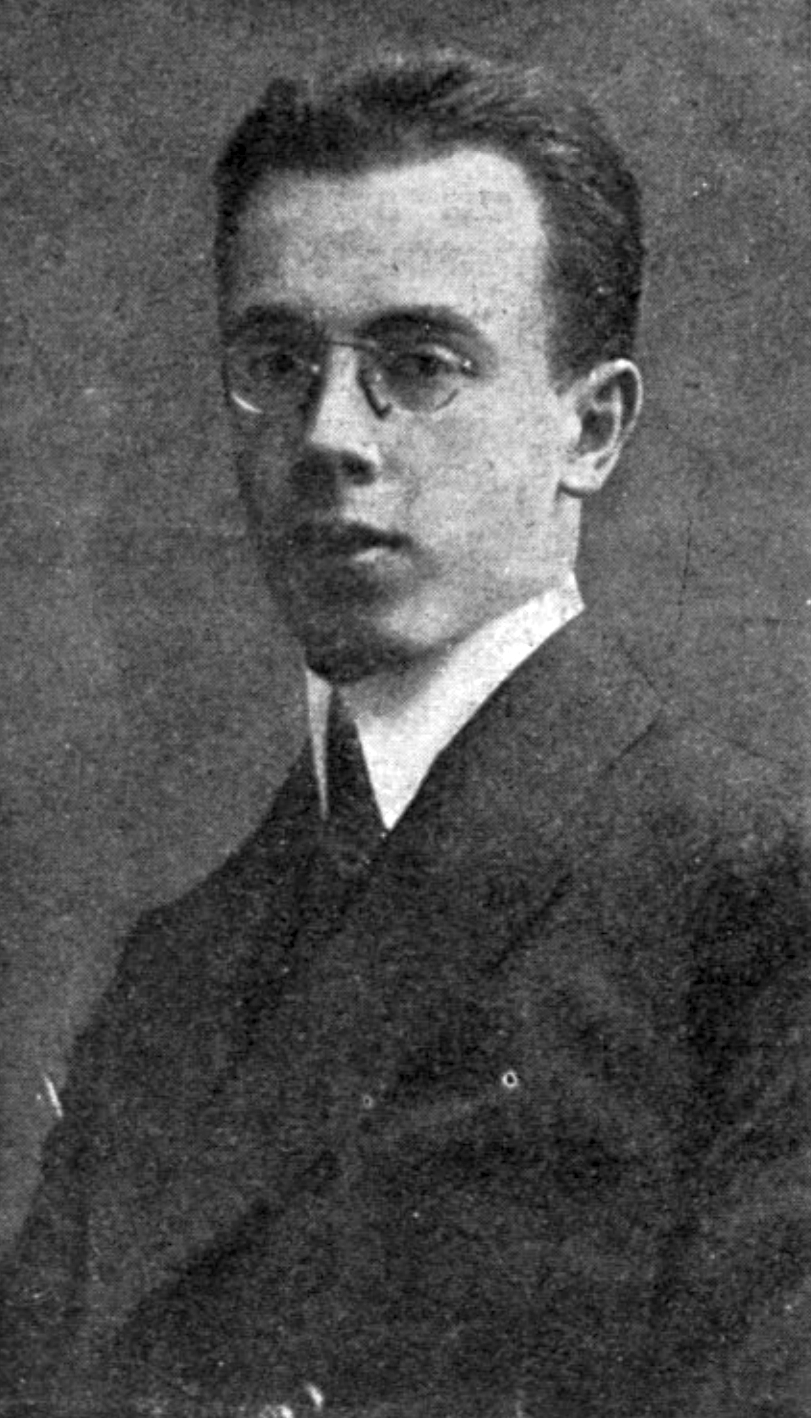
Дмитро Богров – вбивця прем’єра Російської Імперії П. Столипіна

Певний час Лисогірський форт був єдиною спорудою Київської фортеці, яка зберігала своє оборонне значення. Однак невдовзі його територію почали використовувати для страт політичних і кримінальних злочинців. Л. Проценко припускає, що страти тут розпочалися у 1890 р. За іншими даними, форт використовували з цією метою з 1903 р. Загалом тут було страчено близько 300 осіб. Тих, хто підлягав до страти, доставляли рано-вранці з Косого капоніру. Могили були розташовані рядами вздовж фортечного валу. Згодом ситуація загострилася настільки, що на Лисій горі вже не вистачало місця для поховання розстріляних злочинців. 3 травня 1910 року київський поліцмейстер був змушений таємно звернутися до Київської міської управи з проханням виділити нові місця для поховання політичних злочинців. За офіційними даними, страти у форті припинилися лише після лютого 1917 р.
Саме в Лисогірському форті 18 лютого 1908 року за вироком військово-окружного суду був страчений есер-максималіст Соломон Рисс («Мортимер»).
12 вересня 1911 р. тут було страчено і поховано Дмитра Богрова.
Оригінальним артефактом є чорна карета, якою в'язнів возили на страту на Лису гору. Зараз її можна побачити в Косому капонірі Госпітального укріплення НІАМ «Київська фортеця». Ця карета була виготовлена у 1903 р. на київській каретній фабриці, за спеціальним замовленням.
О. Голованов стверджує, що Перша світова війна змусила дещо поновити укріплення форту. Виправлялися земляні вали. Найбільш важливі частини форту були посилені залізобетонними конструкціями (ознак залізобетонних конструкцій того часу поки що не виявлено). Озброєння поновлено далекобійною артилерією. Серед неї особливе значення мала потужна 16-ти пудова фортечна мортира. При потребі вона транспортувалася з капоніру правого полігона форту до горжової частини і могла вести обстріл лівого берега Дніпра, у тому числі району Дарниці і місцевості Осокорки. На початку 1915 р. Лисогірський форт приведено в оборонний стан і зосереджено у ньому значні запаси снарядів та медикаментів.

### У 1917-1940 рр.
У вказаний період на Лисій горі знаходилися військові склади, зокрема піроксиліну. Описуючи в "Білій гвардії" вибух 6 червня 1918 р. а Звіринці М. Булгаков помилково пов’язав цей вибух з Лисою горою та помилково вказує на травень місяць. у зв'язку з цією трагедію задуються великі склади піроксиліну на Лисій горі. 
В 1920-ті рр. форт продовжував використовуватися як військовий об’єкт. До нашого часу дійшов план Лисогірського форту 1923 р., що зберігся в архіві Б. С. Віккерса та був знайдений М. О. Рибаковим. План Лисогірського форту 1874 р. і Б. С. Віккерса не збігаються. Імовірно, Б. С. Віккерс показав на плані лише частину Лисогірського форту часів Олександра II. Так, як місцевість на Лисій горі була не доступна для відвідування, то наведений план, напевне, складався зі слів якогось очевидця. При цьому сухий рів між потернами №6 та №8 імовірно був використаний під стрільбище. Зазначене місце страт під північним схилом гори над ставом на Либіді. Більша ж частина форту показаного на плані Віккерса це фактично територія сучасного радіо-передавального центру. Рів же з капоніром відноситься, напевне, до віддаленого на схід редюіту.

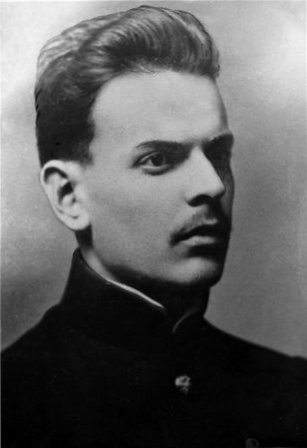
Костянтин Паустовський

Про військове призначення форту в цей час свідчать також написи-графіті на стінах потерн, зроблені напевне багнетами. Підтвердженням того, що в 1930-х рр. на території Лисогірського форту знаходилися склади боєприпасів є протипожежна система з чавунних гідрантів які знаходяться в цегляних колодязях. На пожежному гідранті біля потерни №2 можна було оглянути клеймо, яке свідчить, що він був вироблений на заводі Завод «Красный металлист» в м. Лівни, Орловської області 1938 р.
Ще одним cвідченням про військові склади на Лисій горі в той час, можуть слугувати спогади молодого бійця Київського караульного полку у 1919 р. (вже за більшовиків), а згодом відомого радянського письменника К. Г. Паустовського, який теж ніс службу з охорони військових складів» «где-то за Байковым кладбищем» (місцевістю цією після вибуху складів на Звірниці напевне була Лиса гора), та епізод описаний ним в "Повести про жизнь".
Лису гору напевне зачепили і додаткові фортифікаційні роботи, що велися одразу після чергового зайняття Києва більшовиками у 1920 р. Зокрема, навіть після скасування 27 березня 1921 р. Київського укріпленого району, у 1920-21 рр. велись деякі додаткові роботи з укріплення міста. Зокрема було проведено роботи з покращення оборони Дарницького залізничного мосту. Для його цього були відриті окопи, влаштовані кулеметні гнізда та встановлені дротяні загородження на західному та східному березі Дніпра, а також на острові (суч. острів Великий Південний ). А 1923 р. Лиса гора увійшла до складу Києва.

### Під часДругої світової війни
Під час штурму Києва німцями двічі: в серпні та вересні 1941 р. на шляху німців опинився Лисогірський форт – ключова позиція третьої смуги оборони міста, що прикривала Дарницький залізничний міст. Зберіглася низка німецьких аерфотознімків Лисої гори 1940-х рр., що дають уявлення як виглядало урочище та Лисогірський форт. 
Про наявність Лисогірського форту і військові склади на ньому німці добре знали. На німецькому плані Києва 1941 р., складеному імовірно, перед інвазією показано склади боєприпасів на Лисій горі та під'їзну дорогу до них. 11 липня до Києва вийшла 1-ша танкова група генерала Е. Клейста. Почалася 72-денна оборона міста – ключового пункту в радянській обороні на Середньому Дніпрі. Для головного удару німці обрали трасу Васильків-Київ, допоміжний наносили вздовж Дніпра, де від хутора Мриги до Дніпра оборону тримав загін під командуванням генерала П. М. Матикіна. Лисогірський форт – елемент тилового 3-го рубежу оборони своєчасно було зайнято бійцями винищувального батальйону Кіровського (сучасного Печерського) району, який формувався лише з перевірених радянськими органами людей комсомольсько-партійного активу. Багато було в його складі працівників НКВС. Командували загоном досвідчені офіцери-прикордонники. Їх руками із використанням природного рельєфу, старих укріплень та шляхом зведення системи шанців та ДЗОТів Лису гору було перетворено на потужний опорний пункт. Деякі подробиці про це залишив у своїх письмових спогадах, які збереглися в архіві В. І. Дзівалтовського, колишній боєць цього загону В. М. Покотило.
З ранку 3 серпня німецькі війська після потужної артилерійської та авіаційної підготовки пішли на рішучий штурм міста. Головний удар вони наносили на вузькій ділянці фронту вздовж шосе Віта-Поштова-Київ у стик оборони 147-ї та 175 стрілецьких дивізій. З аналізованих фрагментів спогадів можна підсумувати, що німці могли опинитися неподалік Лисої гори в період 8-10 серпня, тобто дні найбільшого просування німців за весь серпневий штурм міста. В якийсь з цих днів гітлерівці внаслідок розвитку штурму могли вийти на відстань близько кілометра до форту, маючі на меті подальшу його атаку, але внаслідок чисельних втрат і відповідно – загального виснаження військ ударного угруповання, при постійному зростанні опору радянських військ та введення в бій свіжих сильних резервів, були змушені відвести свої війська на лінію Пирогів-Хотів-Чабани-Юрівка. У монографії А. Кайнарана та співавторів на мапі положення сторін станом на закінчення 08.08.1941 р. показаний прорив лівого флангу 95-ї піхотної дивізії німців сучасним проспектом Науки в бік Лисої гори.
Можливо, саме тому наявність попереду міцного укріплення, поруч з розтягнутим вздовж Дніпра флангом та загрозою контрударів з Голосіївського лісу була вагомим аргументом для того, щоб німці визнали подальший прорив безперспективним та в ніч на 11-те серпня почали відхід. А отже побудований ще у ХІХ ст. для оборони переправ через Дніпро Лисогірський форт і у 1941 р. не втратив свого значення та виконав своє завдання.
Під час оборони бійців на Лисій горі підтримували вогнем бронепоїзд Л. В. Василевського (панцерний потяг київських ополченців "Літер Б" ), що курсував залізничною гілкою Лиса гора – Корчувате – Пирогів, а також кораблі Дніпровського загону Пінської військової флотилії 
Другий раз Лисогірський форт опинився на лінії вогню 16-19 вересня 1941 р. перед самим залишенням Києва. Відомо, що Лису гору в цей час обороняли ополченці. Отримавши наказ на відхід з Києва, загони ополченців відходили поволі, займаючи оборону на проміжних рубежах. Таким чином, вони прикривали відступ головної маси 37-ї армії. Такі заслони деякий час тримали оборону, а потім відходили. Через Лису гору, зокрема, відходили ополченці Московського району (головним чином – з робітників фабрики імені К. Маркса), про що згадує санінструктор батальйону «Комсомольский полк» Іващенко Надія Олексіївна .  
На Лисій горі зберіглися низка графіті, які можна пов'язати з часом оборони офорту та періодом німецької окупації. Пошуковими роботами виявлено ДЗОТи та інші свідчення. що підтверджують бої на Лисій горі в 1941 р. Імовірно німці використовували Лису гору як оборонну позицію 1943 р. Пізніше на Лисій горі розташовувалися радянські зенітні гармати, що прикривали Дарницький залізничний міст.  

### З1945 р.
Після війни територія Лисогірського форту знов потрапила до компетенції військового відомства. Тут розташували артилерійські склади Київського військового округу. Лиса гора посилено охоронялася. Рота охорони мала казарми на Теличці. Лису гору було обнесено двома рядами колючого дроту на невисоких металевих стовпчиках, залишки якого ще й досі можна побачити на горі. Зведено було також сторожові вишки, на яких було розміщено прожектори, було влаштовано також звукову сигналізацію. Випадкових візитерів зупиняли таблички «Особлива Зона».
В 1970-х роках було прийнято рішення про ліквідацію складів, що почали загрожувати своїм існуванням мільйонному місту, що дуже розрослося і включило Лису гору в межі свого ядра. Могла повторитися подія 1918 р., коли так само вибухнули склади на Звіринці. Для зменшення загрози пожежі на горі звели пожежну станцію, відремонтували споруджену ще до війни систему пожежних гідрантів. Приблизно в 1970-х роках гора втратила стратегічну цінність, а тому звідти пішли військові. Так званий радіооб'єкт № 7, що раніше глушив радіосигнали, віддали під ретранслятор Міністерству зв'язку.
1982 р. з'явилася можливість врятувати Лисогірський форт від подальшого руйнування. Це було пов'язано з прийняттям рішення про улаштування на Лисій горі природно-ландшафтного парку на честь 1500-річчя Києва. 

М.М. Шулькевич та Т.Д. Дмитренко (1982) писали, що в рамках впорядкування нагірних парків Києва: 
“На території Лисої гори передбачається створити національний парк з ботанічним заказником, експозиціями давньоруського містобудування і укріплень, що тут збереглися. Таким чином, зелене намисто парків на мальовничих схилах Правобережжя тримає своє логічне завершення”.
Будівництво парку так і не було завершено. Лише встановлено камінь-пам'ятку з написом про його закладку у бастіоні №2 Лисогірського форту. На камені напис: "Природный парк заложен в ознаменование 1500-летия г. Киева".

1994 р. директором Київського еколого-культурного центру В.Є. Борейко та академіком НАНУ Т.Л. Андрієнко-Малюк було вперше обстежено Лису гору на предмет флори та фауни. Тоді було виявлено популяції деяких рідкісних рослин, зокрема півників угорських, а також багатий тваринний світ урочища: хижих птахів, горобиних птахів, метеликів, богомолів та зайців. На основі цього обстеження Київською міською радою 14 лютого 1994 р. було прийнято рішення про створення Регіонального ландшафтного парку «Лиса гора» площею 137,1 га з формулюванням:
«Особливо цінна ділянка луково- (тут треба лучно-авт.) степового ландшафту на півночі Українського лісостепу, де збереглися рослини занесені до Червоної книги України (скорпонерія), різні види ковили».
2003 р. урочище отримало новий охоронний статус. Зусиллями директора історико-архітектурної пам’ятки-музею «Київська фортеця» В. Кулініча територію Лисої гори площею 118.7449 га рішенням Київради було передано музею. Таким чином наразі територію Лисої гори, без перебільшень рятує лише музейний статус. На відміну від багатьох подібних історико-культурних об’єктів, межі земель музею «Київська фортеця» винесені в натуру. Окрім того музей має державні акти на право користування землею, в тому переліку й на територію Лисої гори.

Лиса гора повернулася на загальні мапи Києва наприкінці 1990-х – на початку 2000-х років у зв'язку з поступовим зростанням уваги до цього урочища. Лиса гора позначена на мапах 2003-2004 рр. та на сучасних картах. Проте, слід зазначити, що на жодній із сучасних мап вона не позначена як регіональний ландшафтний парк або територія Національного історико-архітектурного музею «Київська фортеця», що пов'язано з відсутністю тематичної інформації на сучасних топографічних продуктах.

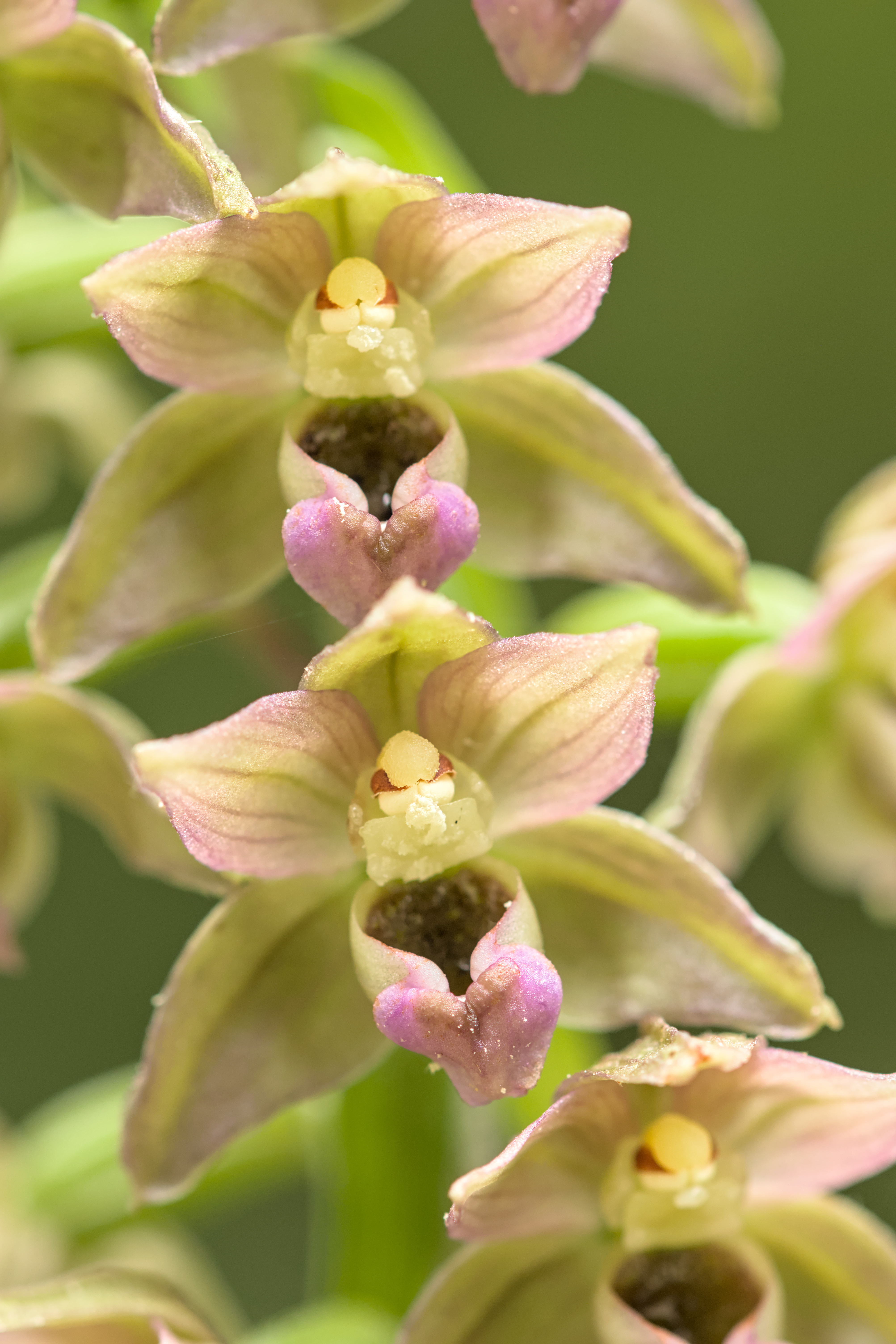
Коручка чемерникова (Epipactis helleborine)

## Флора Лисої гори
Загалом, природна флора Лисої гори нараховує понад 350 видів, натомість адвентивна мінімум 77 видів судинних рослин. 
У флорі Лисої гори виявлено наступні види судинних рослин внесених до Червоної книги України (2021 р.): 
1. Коручка чемерникова
2. Гніздівка звичайна
3. Ковила волосиста
4. Сон лучний[23]

Рішенням Київради № 219/940 від 29.06.2000 р. охороняються:
1. Анемона лісова;
2. Конвалія травнева;
3. Півники угорські;
4. Скорзонера пурпурова (Scorzonera purpurea)Проліска дволистa;
5. Ряст порожнистий;
6. Скорзонера пурпурова[23].

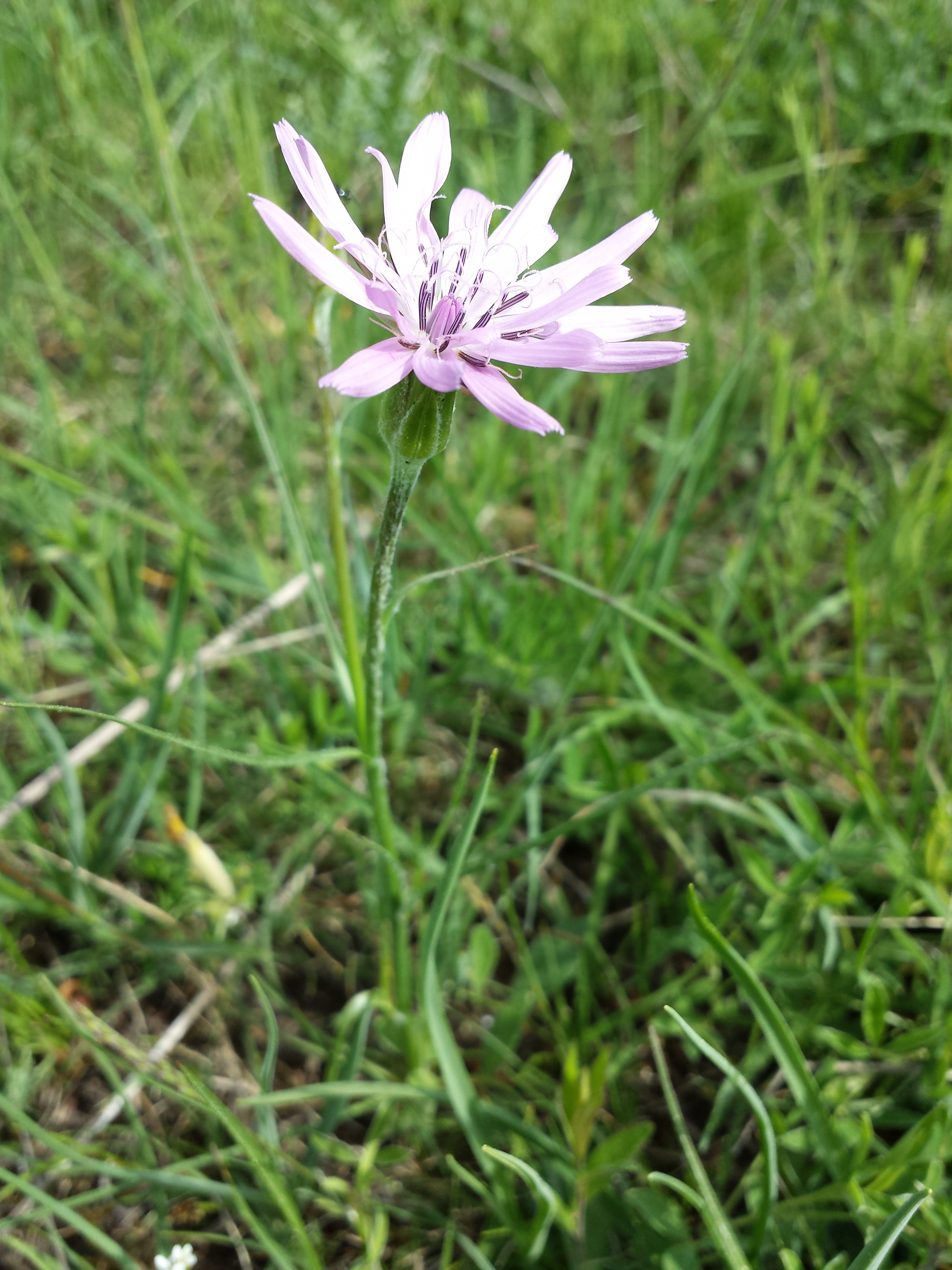
Скорзонера пурпурова (Scorzonera purpurea)

Флора мохоподібних Лисої гори налічує 55 видів: 8 видів печіночників та 47 видів мохів.
У флорі Лисої гори виявлено наступні види грибів внесених до Червоної книги України (2021 р.):
1. Гельвела монашка
2. Печериця Романьєзі[23]

## Фауна Лисої гори

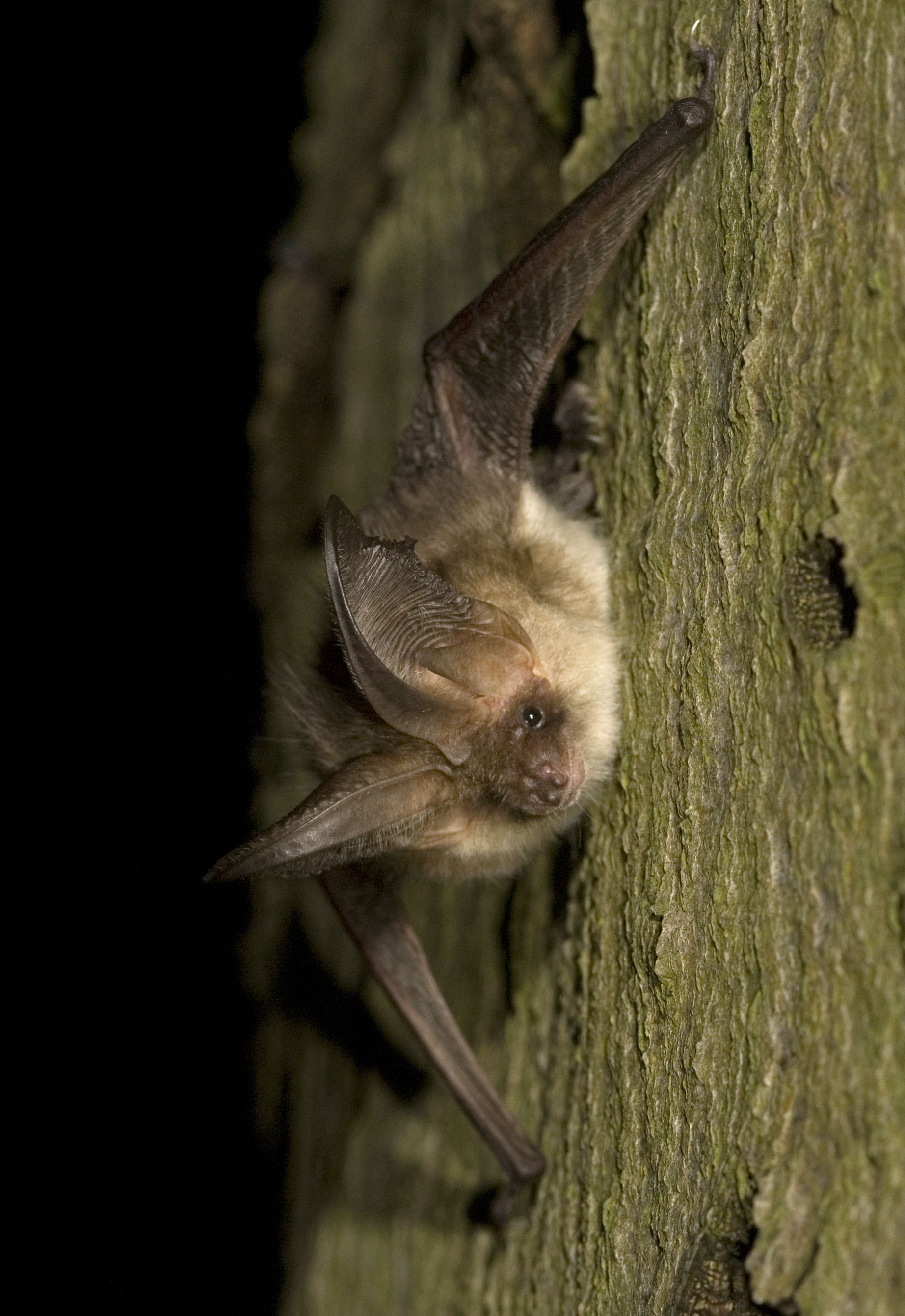
Вухань звичайний

На Лисій горі виявлено багату фауну кажанів. зокрема тут відмічені:
1. Нетопир білосмугий (Pipistrellus kuhlii s. l.);
2. Пергач пізній (Eptesicus serotinus);
3. Вечірниця дозірна (Nyctalus noctula);
4. Вухань австрійський (Plecotus austriacus);
5. Вухань звичайний (Plecotus auritus);
6. Нічниця водяна (Myotis daubentonii)[25][26]

Усі ці види кажанів охороняються Червоною книгою України та Додатком ІІ до Бернської конвенції. 
Також тут трапляється заєць сірий (Lepus europaeus), вивірка лісова (Sciurus vulgaris), ласка (Mustela nivalis), куниця кам’яна (Martes foina) та лисиця руда (Vulpes vulpes). 
На Лисій горі зустрічаються численні види птахів, які охороняються Додатком 2 до Бернської конвенції. 

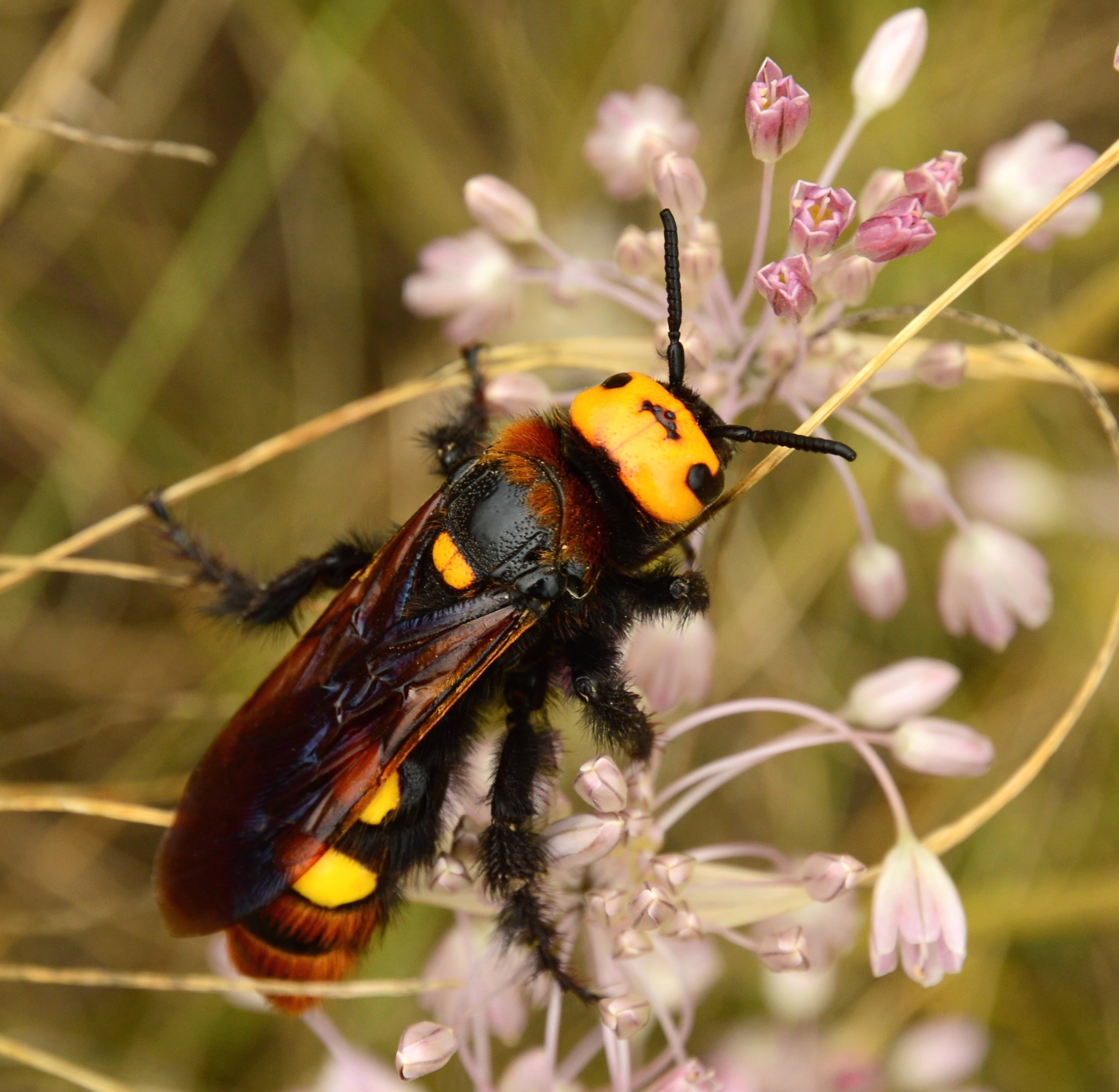
Сколія-гігант (Megascolia maculata)

З плазунів на Лисій горі зафіксовано внесену до Червоної книги України неотруйну змію - мідянку (Coronella austriaca).
З комах на Лисій горі поширені такі рідкісні, занесені до Червоної книги України види:
1. Жук-олень (Lucanus cervus);
2. Сколія-гігант (Megascolia maculata);
3. Сфекс рудуватий (Sphex funerarius);
4. Бджола-тесляр звичайна (Xylocopa valga)[25].

Жук-носоріг (Oryctes nasicornis) охороняється рішенням Київради

## Комплексна цінність Лисої гори
Лиса гора є найціннішою природною територією в місті Києві. Вона поєднує високу природну та історико-культурну цінність. Природна цінність Лисої гори викликала той факт, що тут розташовано аж п'ять об’єктів природно-заповідного фонду:
Регіональний ландшафтний парк «Лиса гора», створений за ініціативою Київського еколого-культурного центру 1994 р. на площі 137,1 га (Рішення Київради від 17.02.94 № 14).
На Лисій горі знаходиться також 4 ботанічні пам’ятки природи місцевого значення:
- «Дуб Відун»,
- «Дуб Григорія Кожевнікова»,
- «Дуб Тотлебена»
- «Ополченський дуб»

Ці дерева мають вік 400-500 років і отримали цей статус також за ініціативою Київського еколого-культурного центру у 2011-2017 рр.
Поблизу Лисої гори знаходиться також пам'ятка природи місцевого значення «Природне русло р. Либідь», комплексна.
На Лисій горі виявлено 21 вид тварин та рослин (6 видів флори та 11 видів фауни), занесених до Червоної книги України.
Крім того Лиса гора також дуже цінний культурно-історичний об'єкт. Тут знаходяться:
1. Об’єкт культурної спадщини національного значення (пам’ятка містобудування) «Лисогірський форт Київської фортеці» на площі 118, 7 га. Постанова Кабміну України від 10.10.2012 № 929.
2. Об’єкт культурної спадщини місцевого значення – «Поселення трипільської культури в урочищі Лиса гора». Це пам’ятка археології, ІІІ тис. до н. е. (Рішення виконкому Київської міської ради народних депутатів від 17.11.1987 р. № 1112). В результаті археологічних робіт виявлено нечисленні уламки трипільського червоно-глиняного посуду, що свідчать про заселення цієї місцевості у ІІІ тис. до н. е. Культурний шар починався практично від денної поверхні. Розміри поселення археологічно встановити не вдалося.
3. Частина Центрального історичного ареалу м. Києва (Наказ Міністерства культури та інформаційної політики України № 599 від 02.08.2021 р.).
4. Зона охоронюваного природного ландшафту відповідно до Рішення виконкому Київської міської ради народних депутатів від 16.07.1979, № 920 та розпорядження КМДА від 17.05.2002 р. № 979[3].

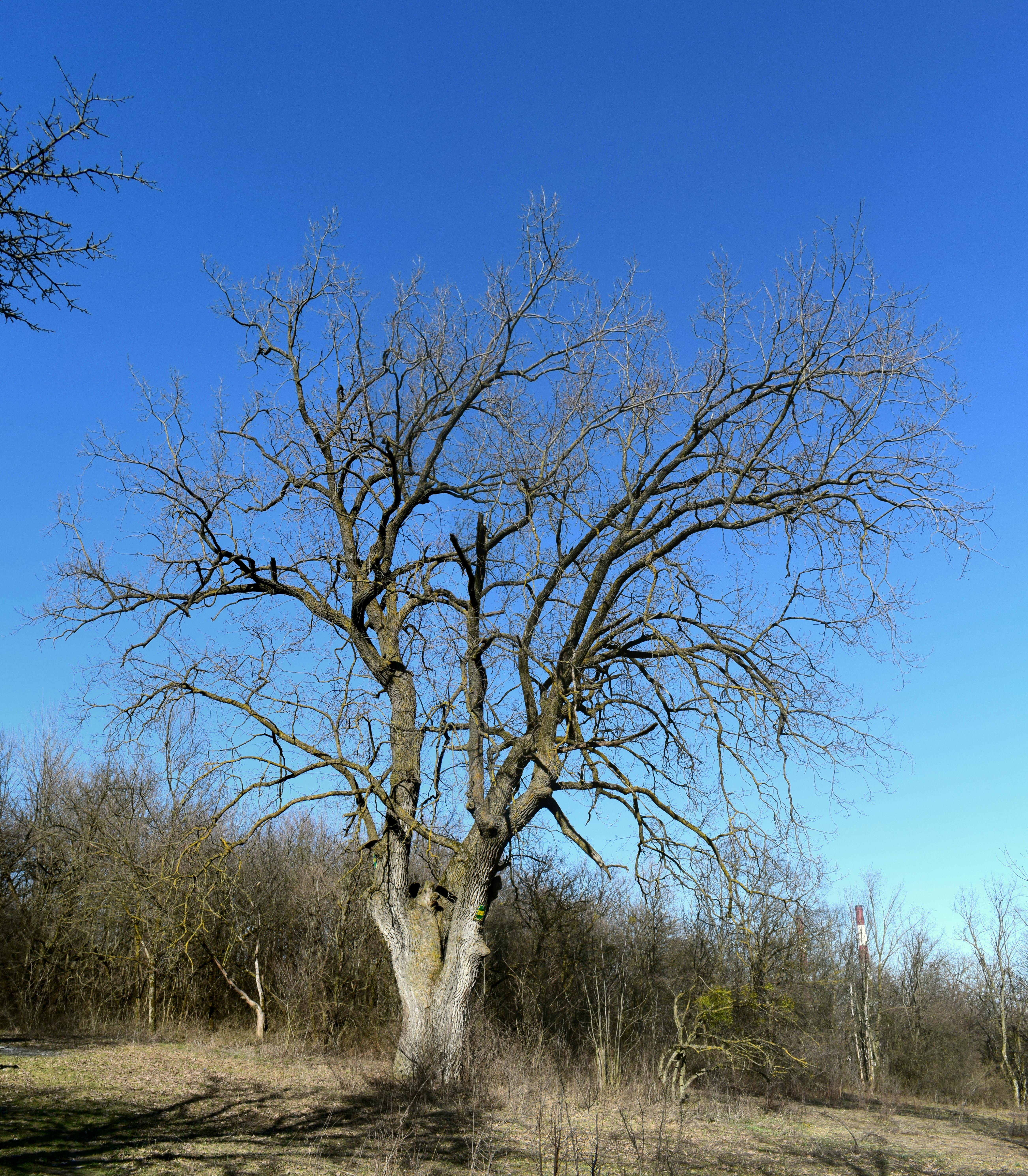
Дуб Відун
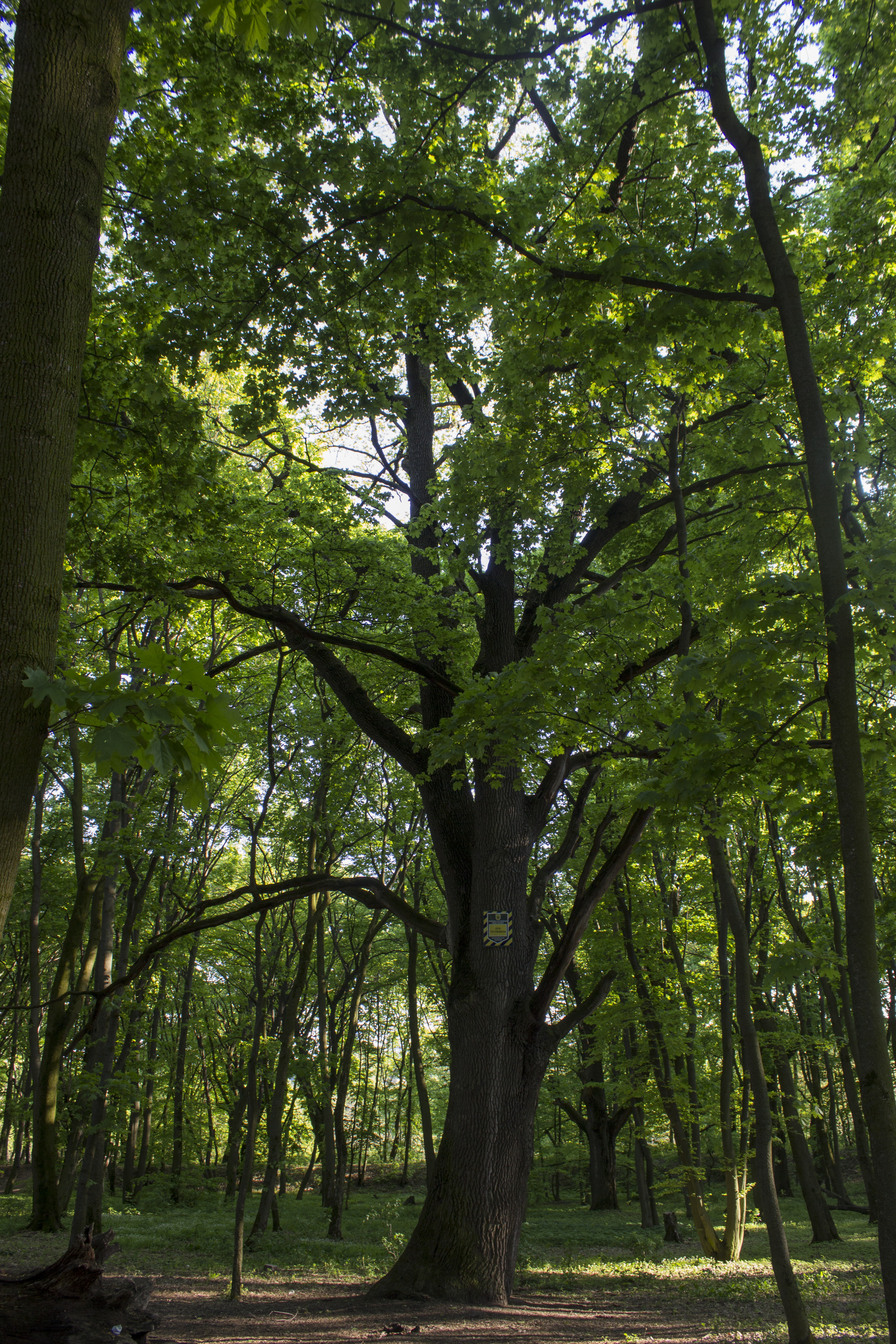
Дуб Тотлебена
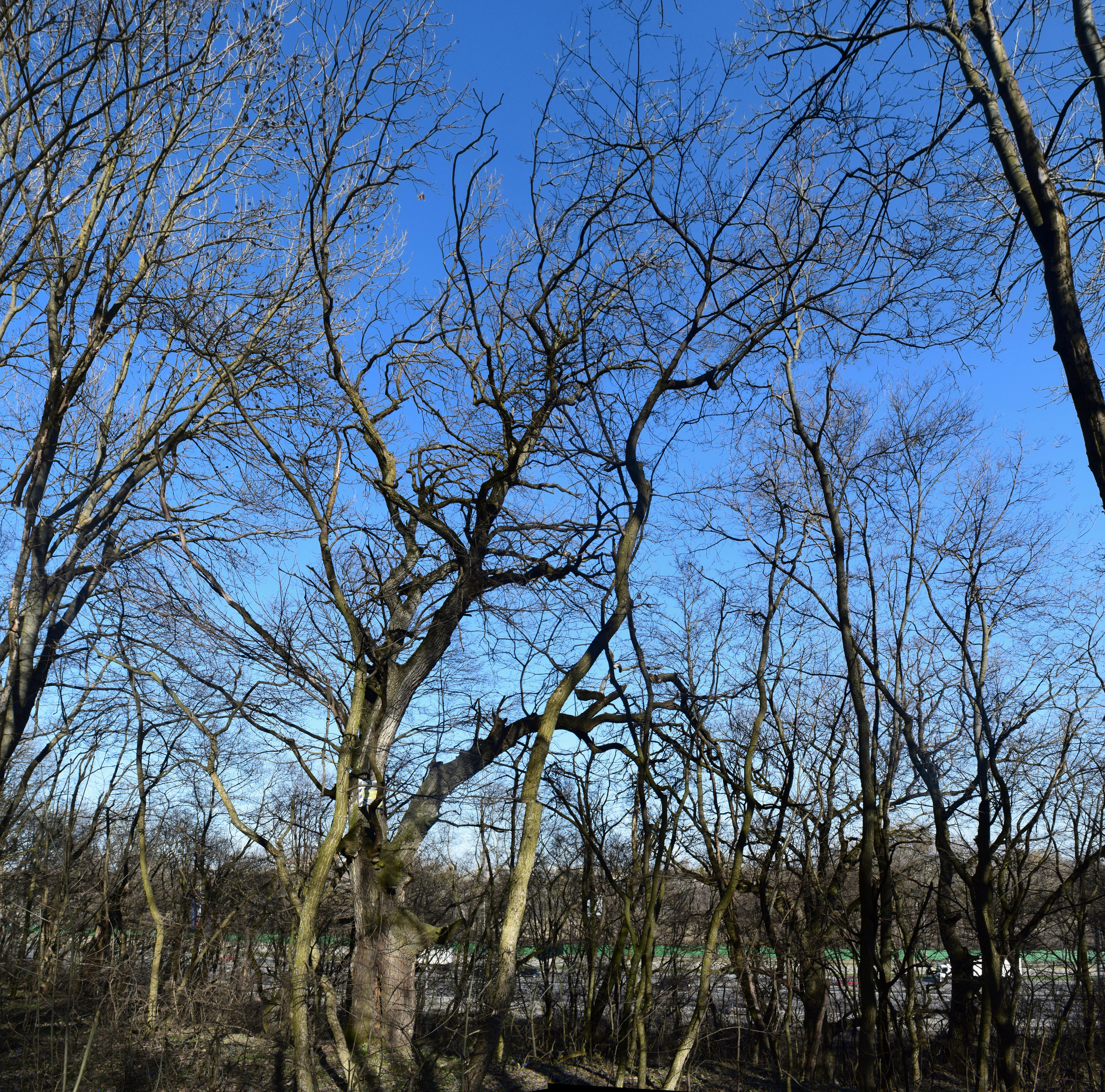
Дуб ополченський
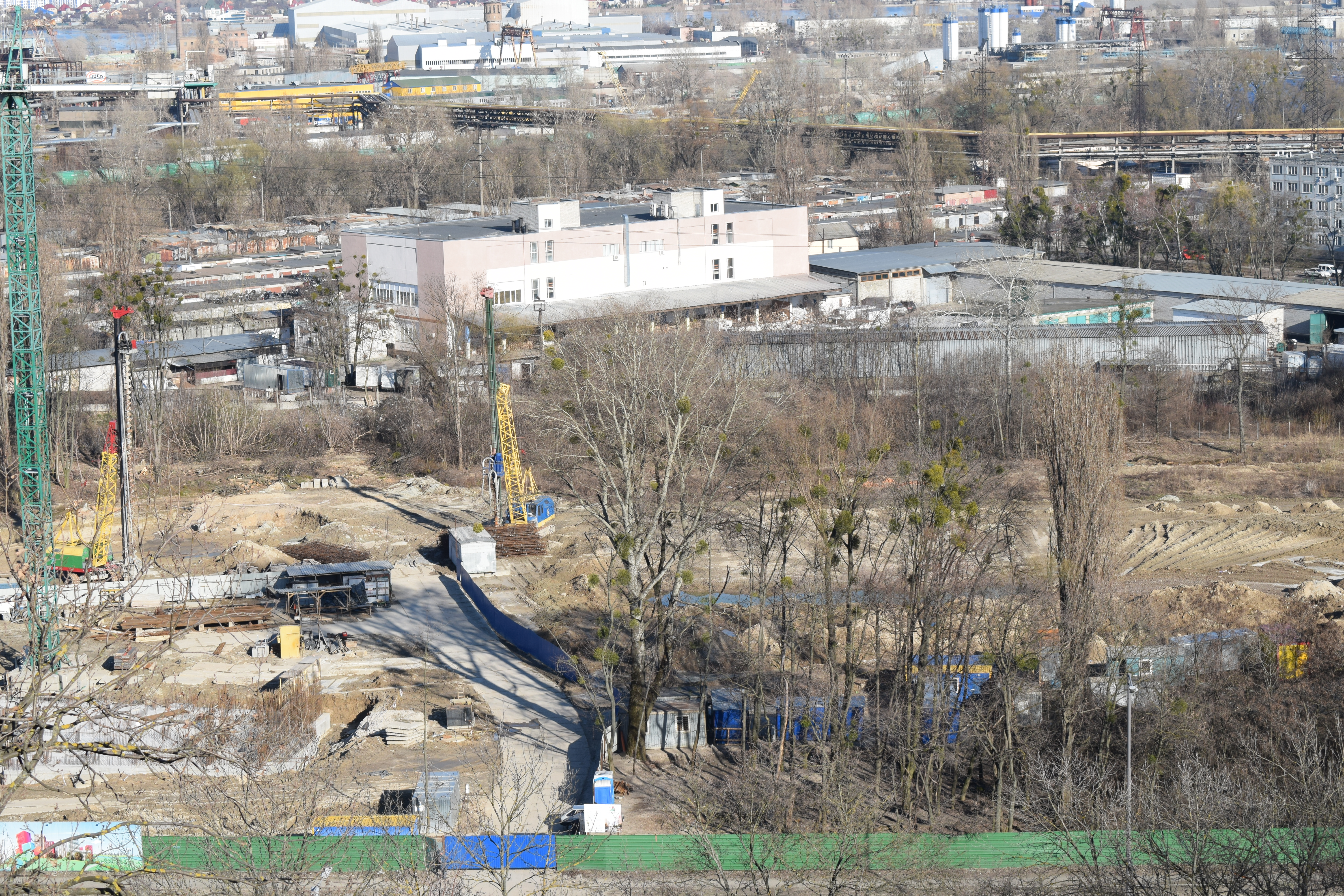
Будівельні роботи у руслі р. Либідь

## Режим охорони
З метою попередження численних порушень з боку відвідувачів урочища музеєм "Київська Фортеця" розроблено та затверджено зонування об'єкту, режим поведінки на його території. 

## Необхідні заходи з охорони
Враховуючи наявність на території Лисогір`я цілісного історико-біологічного комплексу, виключну цінність самої Лисої гори відомої далеко за межами нашої батьківщини, а також вирішальну роль, яку зіграв у її збереженні Лисогірський форт, необхідно створення Національного історико-культурного заповідника «Лисогір`я». Для цього окрім існуючої музейної території (119 га), необхідним є включення до його складу додатково 28.1 га озеленених схилів Лисої гори, не заповідані ділянки схилів Багринової гори, решток парку Покал (більша частина якого знищена житловим комплексом Svitlo Park), та території острова Галерний площею 41.6 га, в тому числі, 5 га акваторії. Перед цим звичайно усі зазначені території необхідно включити до заповідних об'єктів місцевого значення. 

## Інші «Лисі гори» Києва
Згідно з коротким топонімічним словником «Київ», назву «Лиса гора» у Києві мали усього шість підвищень. Окрім Лисої гори біля Телички (Дівич-гори), описаної у даній статті, це також були: 
1. Чортове або Хрещатицьке Беремище на території парку Володимирська гірка (на схилі Михайловської гори).
2. інша назва Юрковиці.
3. інша назва місцевості Западинка, або, за іншими даними, найвища із Западинських піщаних гір.
4. Лівобережна Лиса гора - піщане підвищення між Чортороєм і селищем Троєщина та Вигурівщиною на лівому березі Києва.
5. неіснуюче зараз піщане підвищення на Верхній Солом'янці біля Либеді[32].

## Відображення в мистецтві
Мусоргський Модест Петрович у 1867 р. створив музичний твір «Іванова ніч на Лисій горі», а
Римський-Корсаков Микола Андрійович на його основі балет "Ніч на Лисій горі"[відсутнє в джерелі].
У 2010 та 2012 роках аматорською студією «Горизонт-А» знято два документальні фільми про Лису гору — «Лисогірський форт». Перший — детальна екскурсія рештками самого форту, а другий — розповідь про природний світ, що існує на відповідній території.
Лисій горі присвячено роман-містерію Сергія Головачова — «Лиса гора» (Видавництво «Каяла», 2012). У цьому романі є надзвичайно характеристичний набір персонажів: «У „Лисій горі“, здається, діють усі маргінали, які тільки можуть бути в Україні: два кумедні наркомани з дивними прізвиськами — Дімон-А та О´Дімон, десяток банальних алкоголіків, толкіністи і сатаністи, згаданий інквізитор Христофор (по факту — псих, що втік з лікарні), дві милі відьмочки та навіть скінхеди-неоязичники, які збираються очистити Лису гору від сміття, ментального і матеріального.»

## Додатково
Лиса гора потрапила у перелік семи найбільш містичних місць України 2015.
В урочищі Покал, що розташовано між Лисою горою та історичною місцевістю Корчувате є унікальний водоспад та острів Галерний, який насправді є півостровом. Про цей водоспад немає згадки в жодному туристичному довіднику.

## Світлини

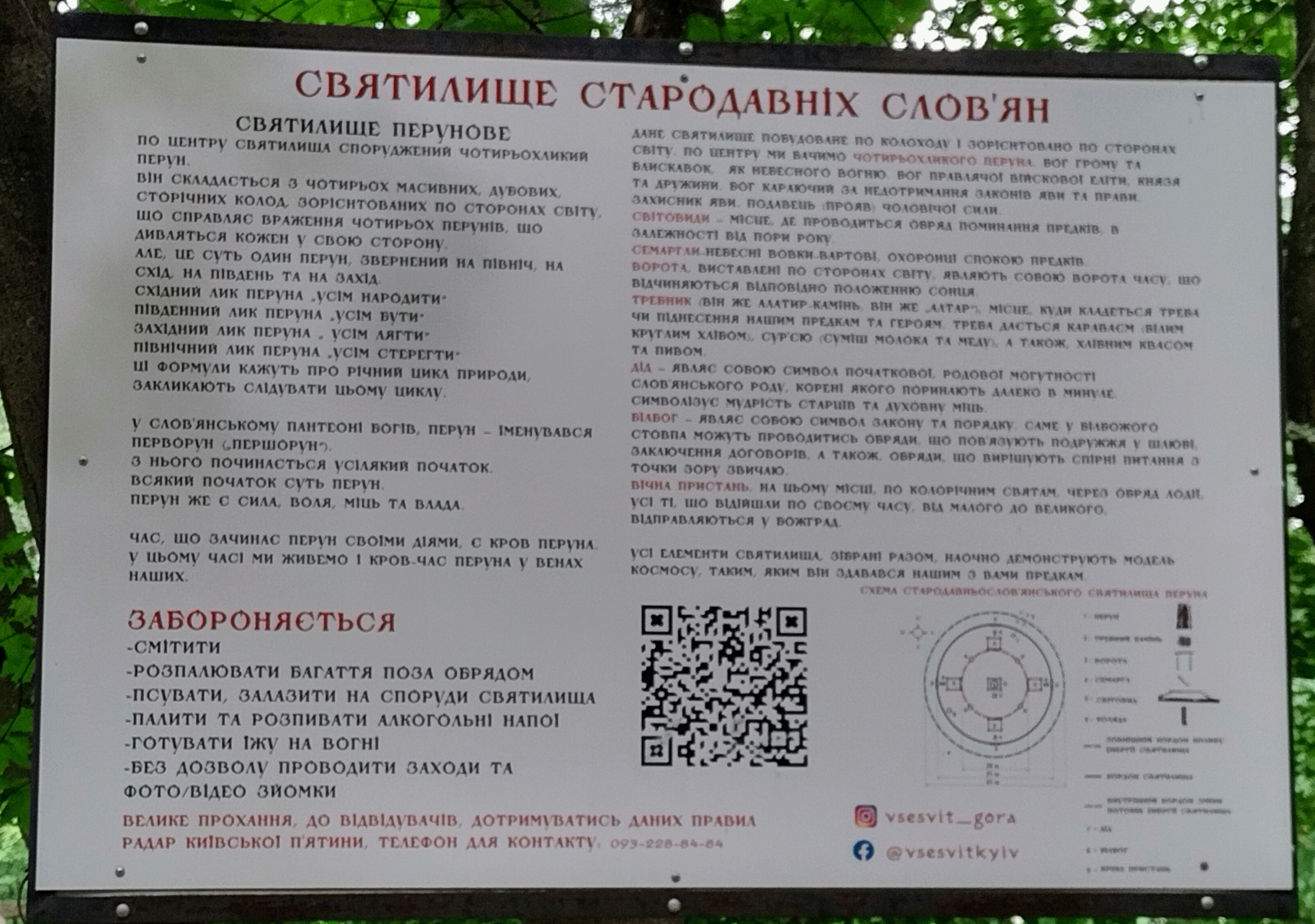
Інформаційний щит святилища рідновірів
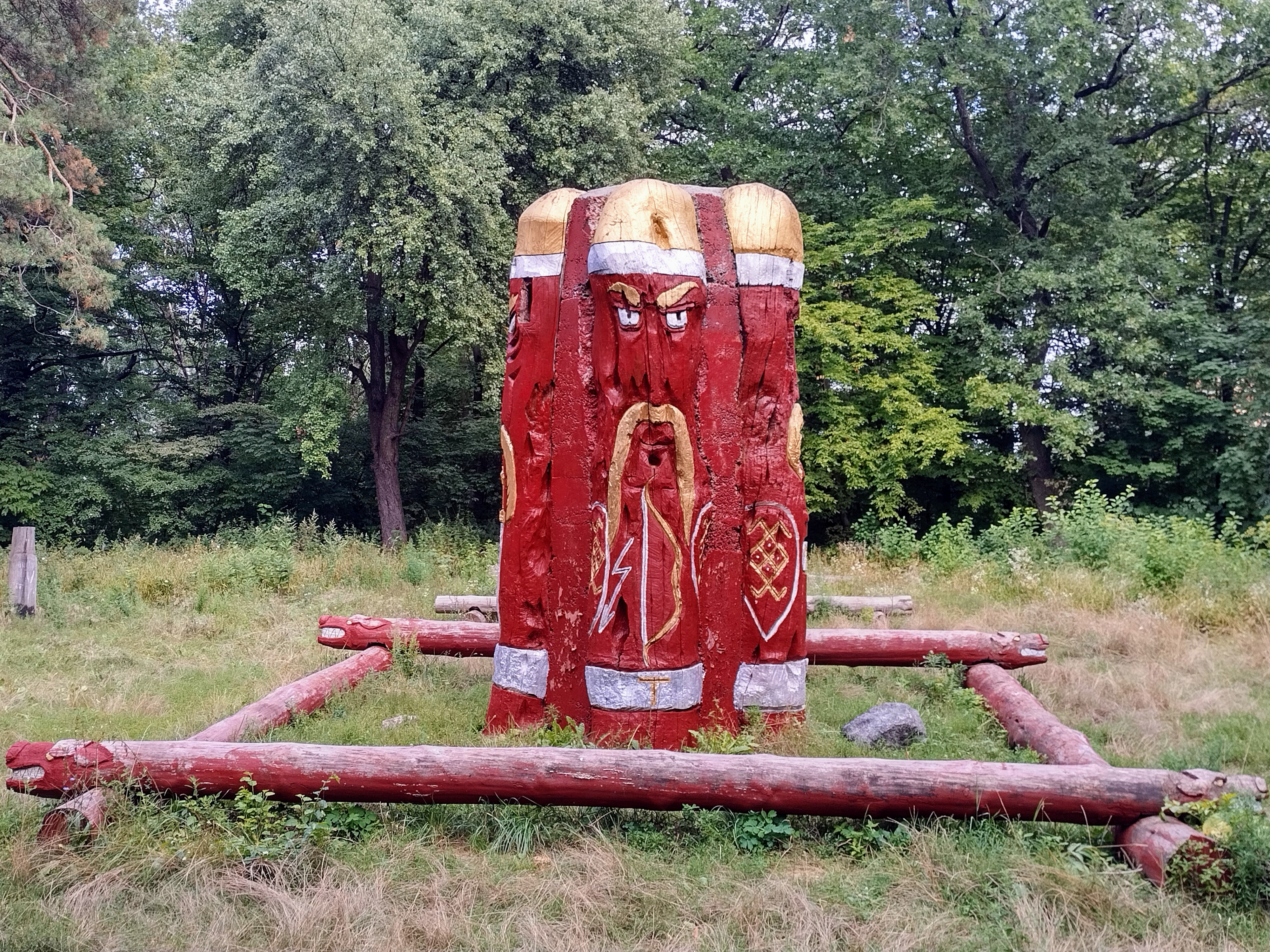
Чотирьохликий Перун (серпень 2022)
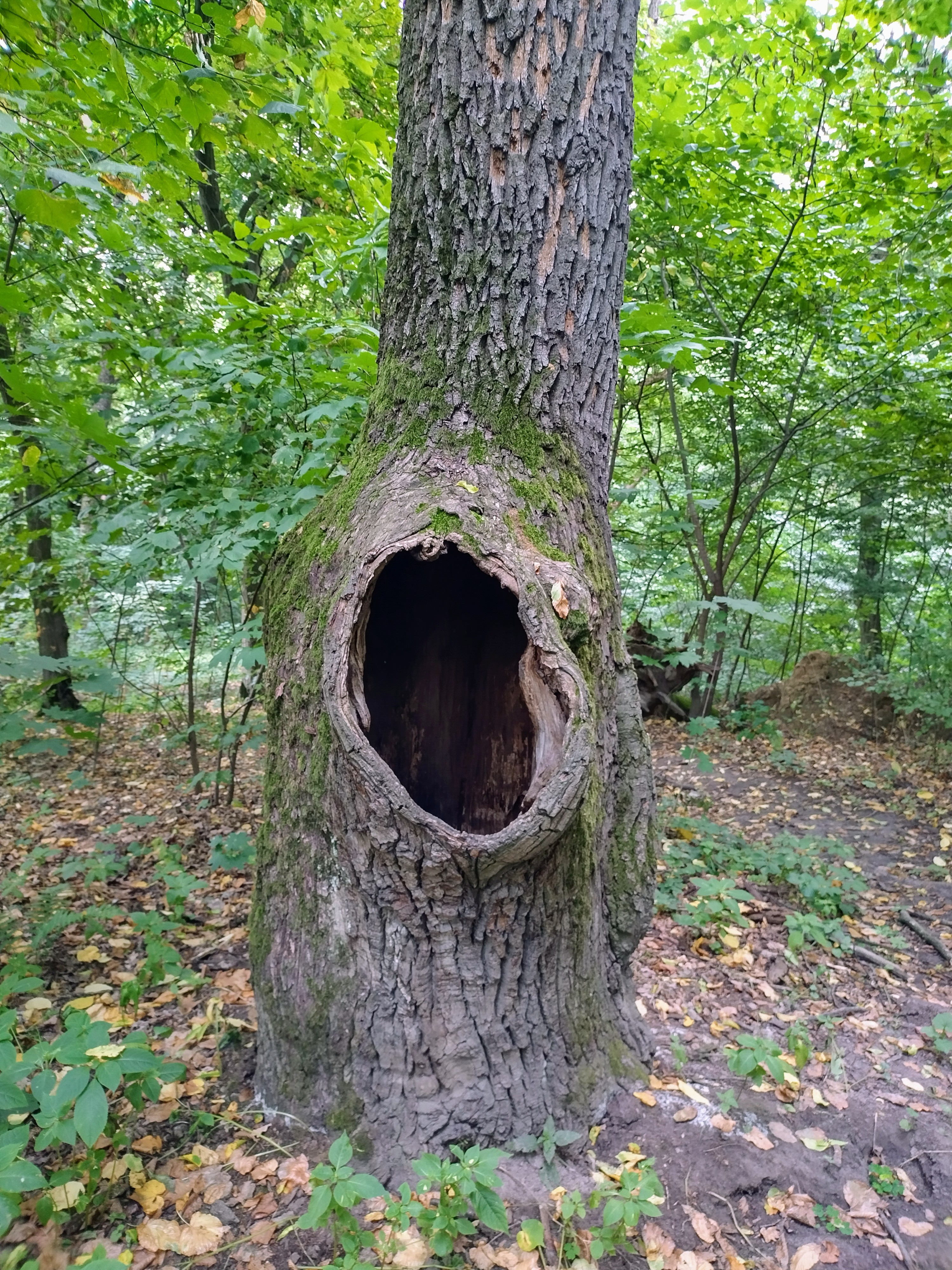
Старий дуб черещатий з дуплом, який потребує лікування
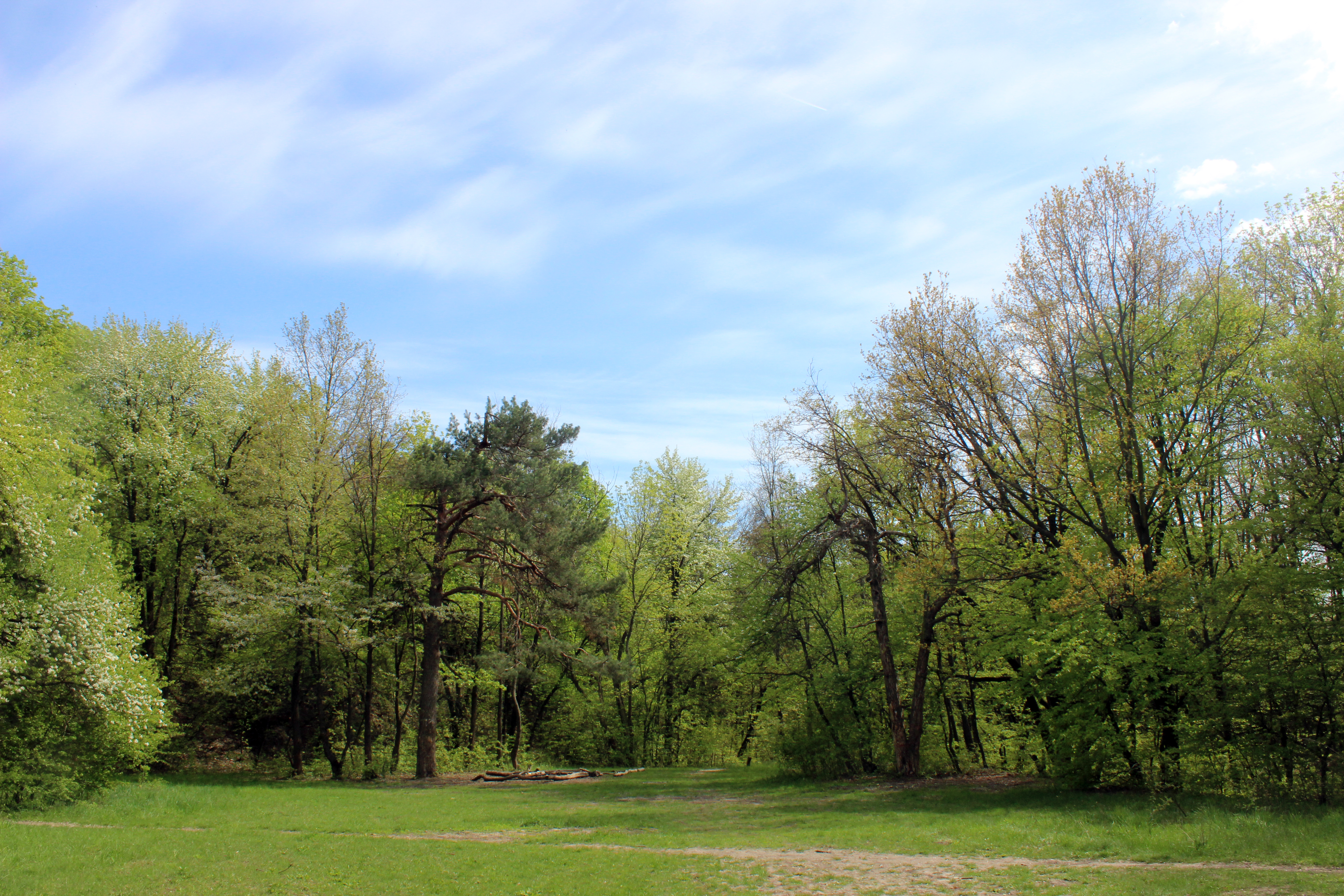
Галявина
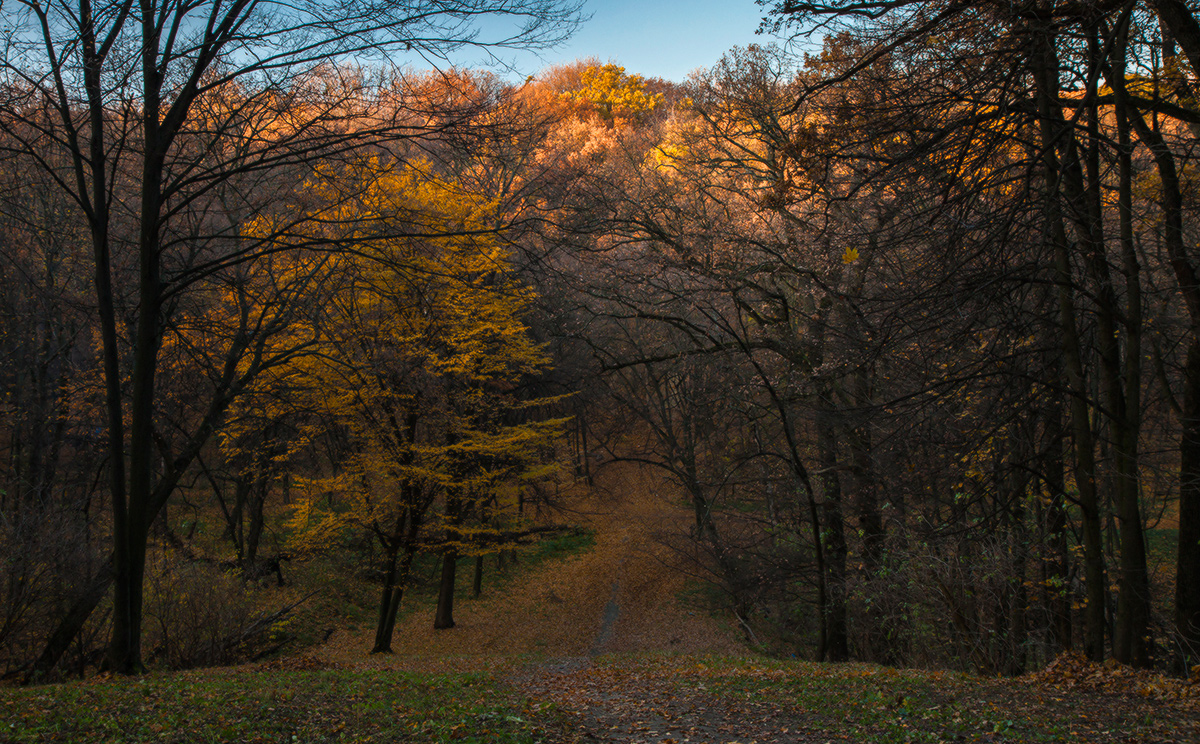
Стежка в лісі
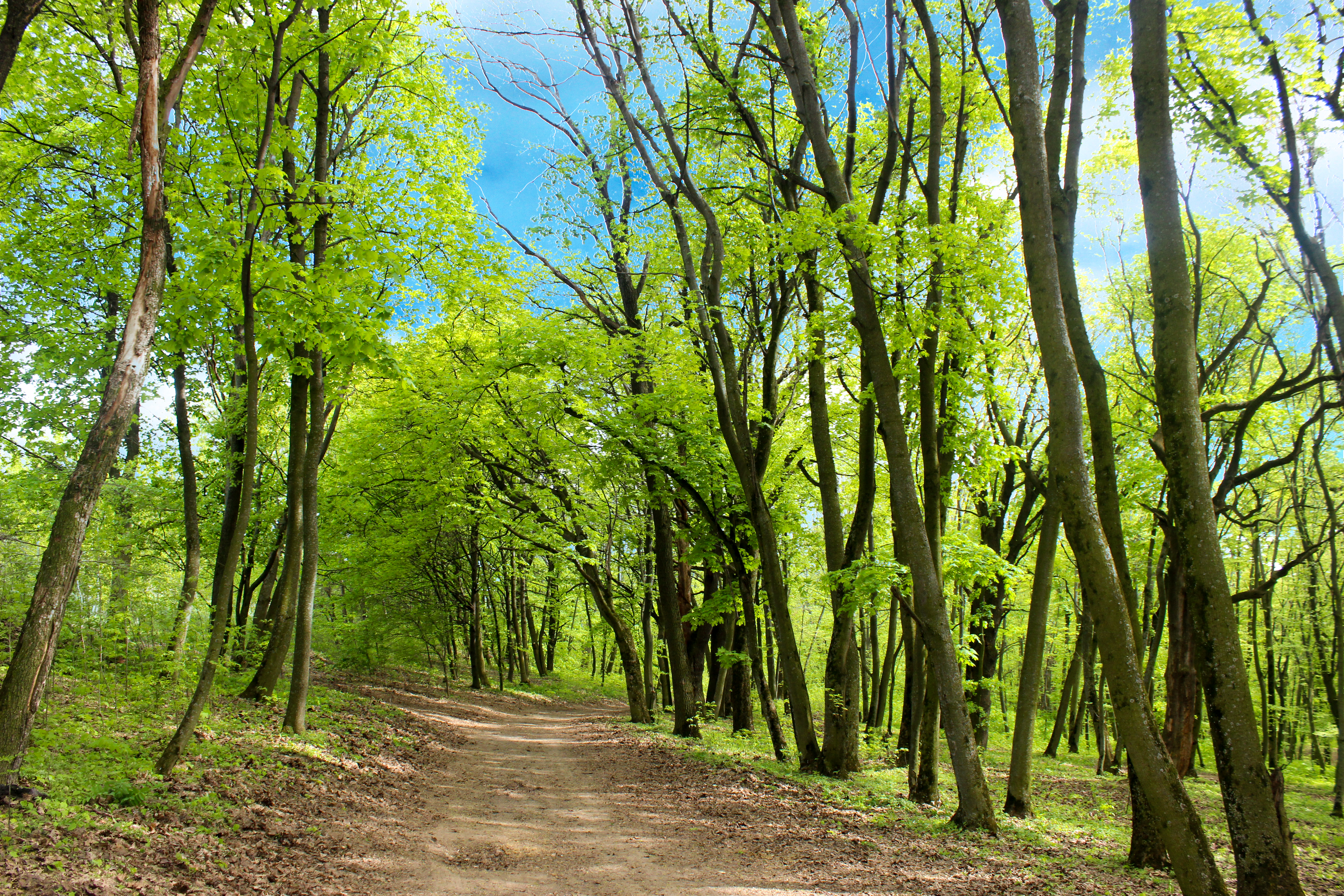
Дорога до гори
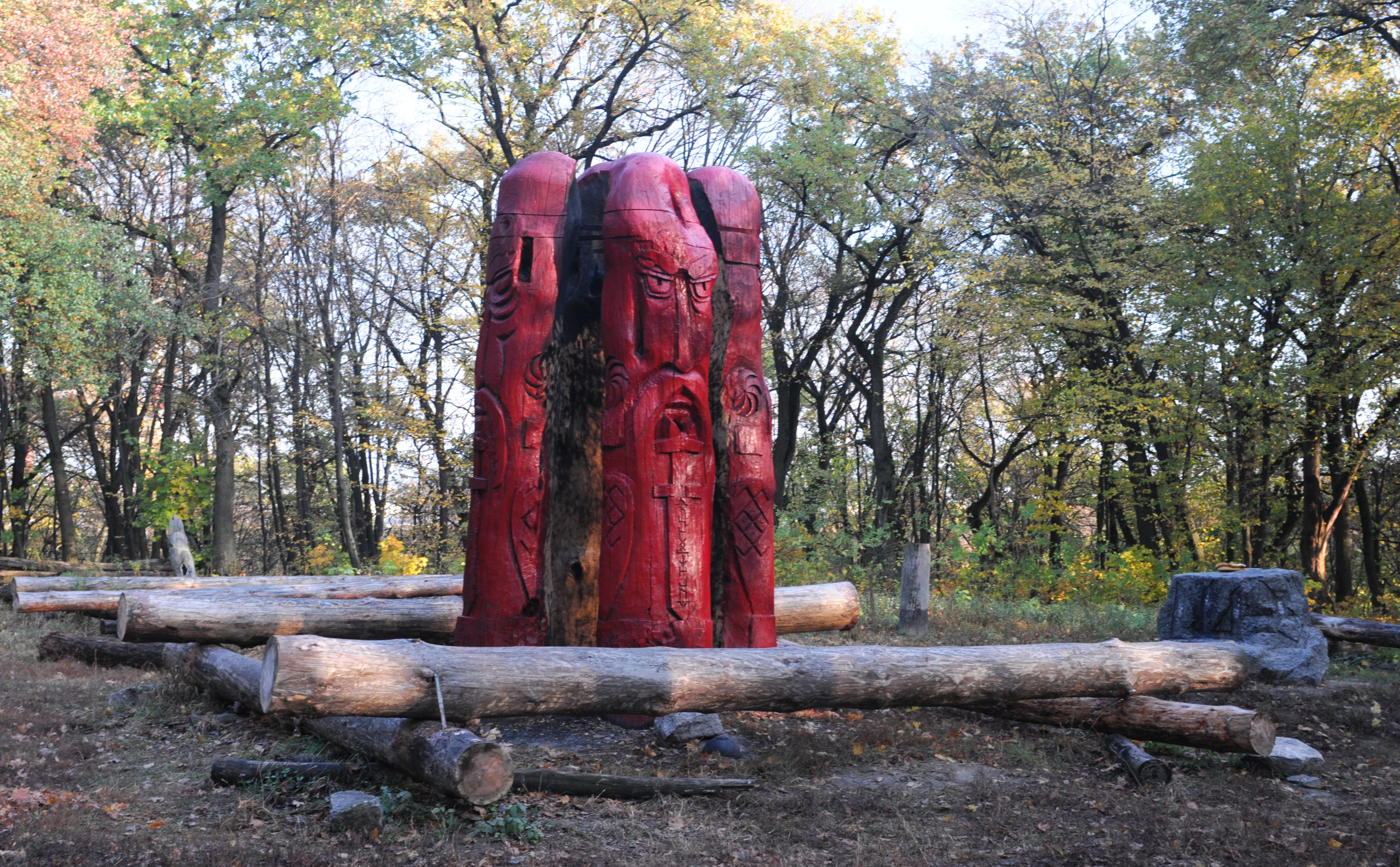
Святилище Перунове (жовтень 2009)
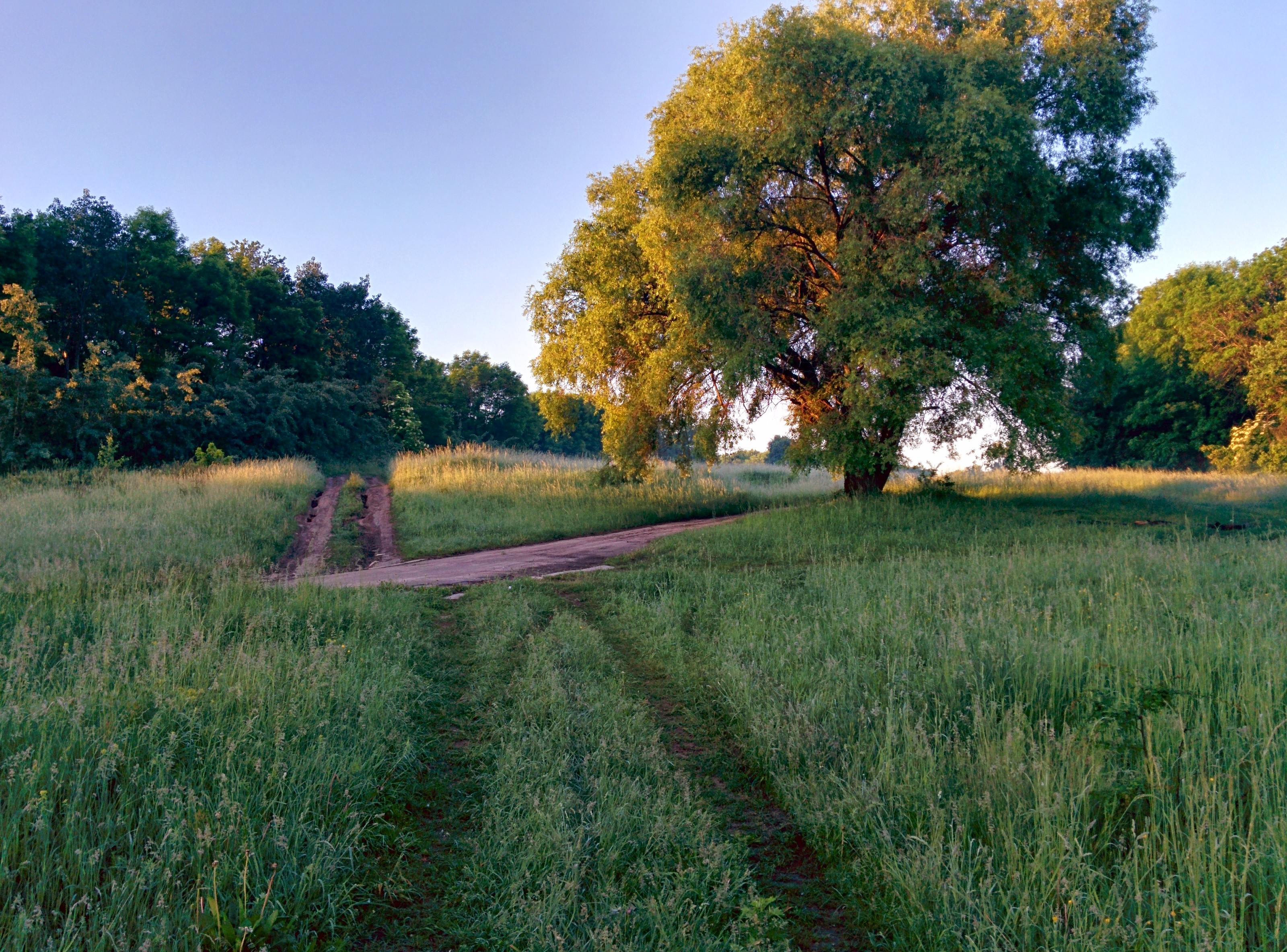
Схід сонця на верхівці гори
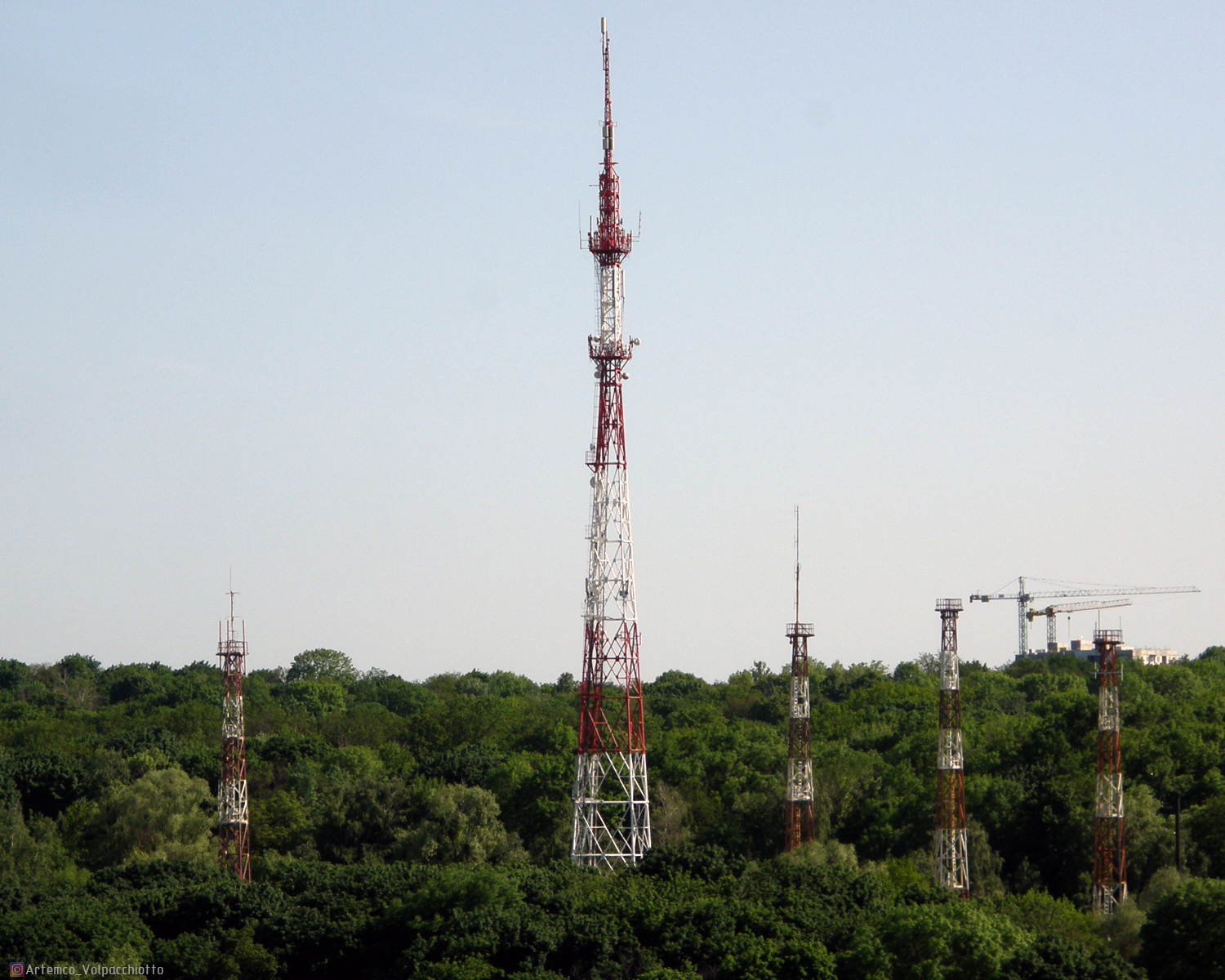
радіостанція